# Че Гевара, Эрнесто
Эрне́сто Че Гева́ра (исп. Ernesto Che Guevara [ˈtʃe ɣeˈβaɾa], полное имя — Эрне́сто Гева́ра де ла Серна, исп. Ernesto Guevara; 14 июня 1928[…], Росарио, Санта-Фе — 9 октября 1967[…], Ла Игера, Санта-Крус) — аргентинский революционер, команданте Кубинской революции 1959 года и кубинский государственный деятель.
Кроме латиноамериканского континента, действовал также в Демократической Республике Конго и других странах мира (данные до сих пор носят гриф секретности). Прозвище Че использовали соратники Эрнесто, подчеркивая его аргентинское происхождение. Междометие che является распространённым обращением в Аргентине.
«Че Гевара выдвинул новую теорию революции […] : она придавала особое значение небольшим группам революционеров, способным на радикальный политический поворот. Не нужно ждать, пока общество созреет для революции, — достаточно готовности самих революционеров».

## Биография

### Детство и юность
Эрнесто Гевара родился 14 июня 1928 года в аргентинском городе Росарио, в семье архитектора Эрнесто Гевары Линча (1900—1987). И отец, и мать Эрнесто Че Гевары были аргентинскими креолами. Бабушка по отцу происходила по мужской линии от ирландского повстанца Патрика Линча. Были в отцовском роду и калифорнийские креолы, получившие гражданство США.
Мать Эрнесто Гевара, Селия Де Ла Серна, родилась в 1906 году в Буэнос-Айресе и вышла замуж за Эрнесто Гевару Линча в 1927 году. Через год родился первенец — Эрнесто. Селия унаследовала плантацию мате в провинции Мисьонес. Улучшив положение рабочих (в частности, начав выплачивать им зарплату деньгами, а не продуктами), отец Че вызвал недовольство окрестных плантаторов, и семья была вынуждена переселиться в Росарио, в то время — второй по размеру город Аргентины, открыв там фабрику по переработке мате. В этом городе и родился Че. Из-за мирового экономического кризиса семья через некоторое время вернулась в Мисьонес на плантацию.
Помимо Эрнесто, которого в детстве звали Тэтэ (уменьшительное от Эрнесто), в семье было ещё четверо детей: Селия, Роберто, Анна-Мария и Хуан-Мартин. Все дети получили высшее образование.
В возрасте двух лет, 7 мая 1930 года, Тэтэ пережил первый приступ бронхиальной астмы — эта болезнь преследовала его до конца жизни. Для восстановления здоровья малыша семья переселилась в провинцию Кордова — местность с более подходящим ему горным климатом. Продав поместье, семья приобрела «Виллу Нидию» в местечке Альта-Грасия, на высоте двух тысяч метров над уровнем моря. Отец стал работать строительным подрядчиком, а мать — присматривать за больным Тэтэ. Первые два года Эрнесто не мог посещать школу и учился на дому (научился читать в 4 года), поскольку страдал ежедневными приступами астмы. После этого он прошёл с перерывами (из-за состояния здоровья) обучение в средней школе в Альта-Грасии. В тринадцатилетнем возрасте Эрнесто поступил в государственный колледж имени Деан-Фунеса в Кордове, который он закончил в 1945 году, поступив затем на медицинский факультет университета Буэнос-Айреса. Отец, Эрнесто Гевара Линч в феврале 1969 года рассказывал:
Своих детей я пытался воспитать всесторонне. И наш дом был всегда открыт для их сверстников, среди которых были и дети богатых семейств Кордобы, и рабочие ребята, были и дети коммунистов. Тэтэ, например, дружил с Негритой, дочерью поэта Каэтано Кордобы Итурбуру, разделявшего тогда идеи коммунистов, женатого на сестре Селии.

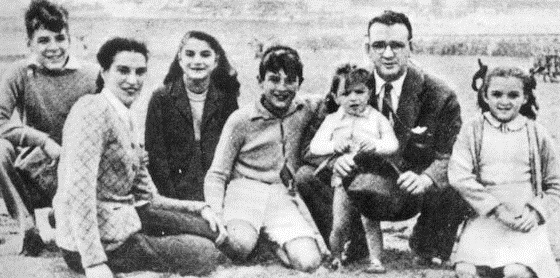
Семья Че Гевары. Слева направо: Че Гевара, мать, сестра Селия, брат Роберто, отец с сыном Хуаном Мартином на руках и сестра Анна-Мария
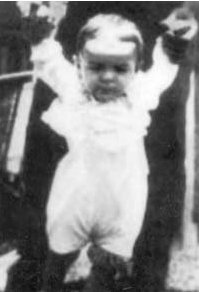
Че Гевара в возрасте одного года, 1929
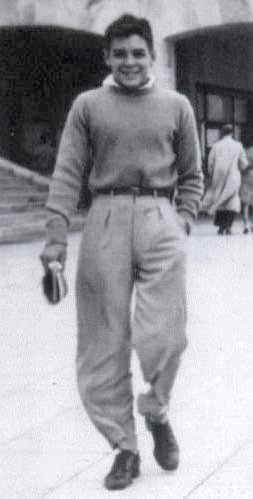
Эрнесто Гевара в Мар-дель-Плата (Аргентина), 1943
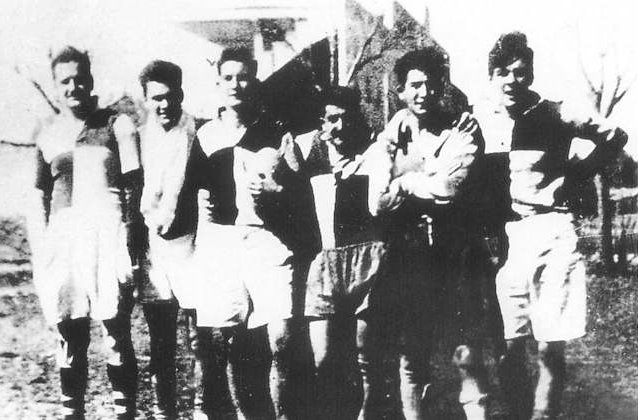
Эрнесто Гевара (первый справа) с товарищами по регби, 1947

#### Увлечения
В 1964 году, беседуя с корреспондентом кубинской газеты «Эль Мундо», Гевара рассказал, что он впервые заинтересовался Кубой в возрасте 11 лет, будучи увлечённым шахматами, когда в Буэнос-Айрес приехал кубинский шахматист Капабланка. В доме родителей Че находилась библиотека из нескольких тысяч книг. Начиная с четырёхлетнего возраста Эрнесто, как и его родители, страстно увлёкся чтением, что продолжалось до конца его жизни. В юношестве у будущего революционера был обширный круг чтения: Сальгари, Жюль Верн, Дюма, Гюго, Джек Лондон, позже — Сервантес, Анатоль Франс, Толстой, Достоевский, Горький, Энгельс, Ленин, Кропоткин, Бакунин, Карл Маркс, Фрейд. Он прочёл популярные в то время социальные романы латиноамериканских авторов — Сиро Алегрии из Перу, Хорхе Икасы из Эквадора, Хосе Эустасио Риверы из Колумбии, где описывалась жизнь индейцев и рабочих на плантациях, произведения аргентинских авторов — Хосе Эрнандеса, Сармьенто и других.
Молодой Эрнесто читал в подлиннике на французском языке (зная этот язык с детства) и занимался толкованием философских работ Сартра «L’imagination», «Situations I» и «Situations II», «L’Être et le Nèant», «Baudlaire», «Qu’est-ce que la litèrature?», «L’imagie». Он любил поэзию и даже сам сочинял стихи. Зачитывался Бодлером, Верленом, Гарсиа Лоркой, Антонио Мачадой, Пабло Нерудой, произведениями современного ему испанского поэта-республиканца Леона Фелипе. В его рюкзаке, помимо «Боливийского дневника», посмертно была обнаружена тетрадь с его любимыми стихами. Впоследствии на Кубе были изданы двухтомное и девятитомное собрания сочинений Че Гевары. Тэтэ был силён в точных науках, таких как математика, однако выбрал профессию врача. Занимался футболом в местном спортивном клубе «Аталайя», играя в запасной команде (не мог играть в основном составе, поскольку из-за астмы ему время от времени требовался ингалятор). Также он занимался регби (выступал за клуб «Сан-Исидро»), конным спортом, увлекался гольфом и планеризмом, имея особую страсть к велосипедным путешествиям (в подписи на одной из своих фотографий, подаренных невесте Чинчине, он назвал себя «королём педали»).
В 1950 году, будучи уже студентом, нанялся матросом на нефтеналивное грузовое судно из Аргентины, побывал на острове Тринидад и в Британской Гвиане. После совершил путешествие на мопеде, который был предоставлен ему фирмой «Микрон» в целях рекламы, с частичным покрытием расходов на путешествие. В объявлении из аргентинского журнала «Эль Графико» от 5 мая 1950 года Че писал:
23 февраля 1950 года. Сеньоры, представители фирмы мопедов «Микрон». Посылаю Вам на проверку мопед «Микрон». На нём я совершил путешествие в четыре тысячи километров по двенадцати провинциям Аргентины. Мопед на протяжении всего путешествия функционировал безупречно, и я не обнаружил в нём малейшей неисправности. Надеюсь получить его обратно в таком же состоянии.Подписано: «Эрнесто Гевара Серна»
Юношеской любовью Че была Чинчина (в переводе «погремушка»), дочь одного из самых богатых помещиков провинции Кордоба. Согласно свидетельству её сестры и других людей, Че любил её и хотел на ней жениться. Он являлся на званые вечера в потрёпанной одежде и лохматый, что являло собой контраст с отпрысками богатых семейств, добивавшихся её руки, и с типичным обликом аргентинских молодых людей того времени. Их отношениям помешало желание Че посвятить свою жизнь лечению прокажённых южноамериканцев, подобно Альберту Швейцеру, перед авторитетом которого он преклонялся.

#### Юность и молодость

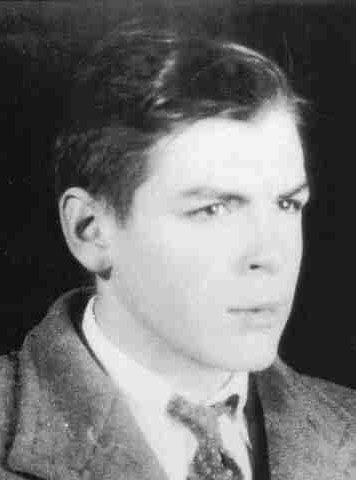
Эрнесто Че Гевара в 1945 году

Гражданская война в Испании вызвала значительный общественный резонанс в Аргентине. Родители Гевары оказывали содействие Комитету помощи республиканской Испании, кроме того, они были соседями и друзьями Хуана Гонсалеса Агилара (заместителя Хуана Негрина, премьер-министра правительства Испании до поражения Республики), который эмигрировал в Аргентину и поселился в Альта-Грасии. Дети учились в одной школе, а затем в колледже в Кордове. Мать Че, Селия, отвозила их ежедневно на машине в колледж. Видный республиканский генерал Хурадо, гостивший у Гонсалесов, бывал в доме семьи Гевара и рассказывал о событиях войны и действиях франкистов и немецких нацистов, что, по мнению отца, оказывало влияние на политические взгляды молодого Че.
Во время Второй мировой войны президент Аргентины Хуан Перон поддерживал дипломатические отношения со странами «оси» — и родители Че являлись одними из активных противников его режима. В частности, Селию арестовывали за её участие в одной из антиперонистских демонстраций в Кордове. Помимо неё в боевой организации против диктатуры Перона участвовал и её супруг; в доме изготавливались бомбы для демонстраций. Значительное воодушевление в среде республиканцев вызвали вести о победе СССР в Сталинградской битве.

#### Путешествие по Южной Америке
Вместе с доктором биохимии Альберто Гранадо (дружеское прозвище — Миаль) в течение семи месяцев с февраля по август 1952 года Эрнесто Гевара совершил путешествие по странам Латинской Америки, побывав в Чили, Перу, Колумбии и Венесуэле. Гранадо был старше Че на шесть лет. Он был родом из южной провинции Кордова, окончил фармацевтический факультет университета, увлёкся проблемой лечения проказы и, проучившись в университете ещё три года, стал доктором биохимии. Начиная с 1945 года работал в лепрозории в 180 км от Кордовы. В 1941 году познакомился с Эрнесто Геварой, которому было тогда 13 лет, через своего брата Томаса — одноклассника Эрнесто по колледжу Деан-Фунес. Он стал часто посещать дом родителей Че и пользовался их богатой библиотекой. Их сдружила любовь к чтению и споры о прочитанном. Гранадо и его братья совершали длительные горные прогулки и строили шалаши на открытом воздухе в окрестностях Кордовы, а Эрнесто часто присоединялся к ним (родители считали, что это поможет его борьбе с астмой).
Семья Гевары проживала в Буэнос-Айресе, где Эрнесто учился на медицинском факультете. В институте по изучению аллергии он стажировался под руководством аргентинского учёного доктора Писани. В то время семья Гевары испытывала трудности с деньгами, и Эрнесто вынужден был подрабатывать библиотекарем. Приезжая на каникулы в Кордову, он навещал Гранадо в лепрозории, помогал ему в опытах по исследованию новых методик лечения прокажённых. В один из его приездов, в сентябре 1951 года, Гранадо по совету своего брата Томаса предложил ему стать напарником в путешествии по Южной Америке. Гранадо намеревался посетить лепрозории различных стран континента, ознакомиться с их работой и, возможно, написать об этом книгу. Эрнесто с воодушевлением принял это предложение, попросив подождать до момента, когда он сдаст очередные экзамены, поскольку обучался на последнем курсе медицинского факультета. Родители Эрнесто не возражали, при условии, что он возвратится не позже чем через год — к сдаче выпускных экзаменов.

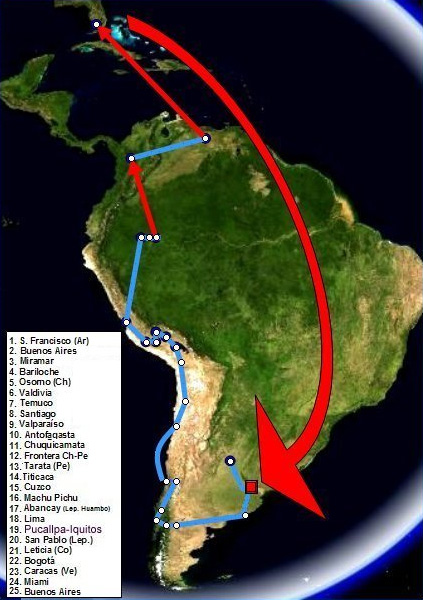
Путь, который проделали Че Гевара и Альберто Гранадо

29 декабря 1951 года, нагрузив сильно изношенный мотоцикл Гранадо полезными предметами, палаткой, одеялами, захватив фотоаппарат и автоматический пистолет, они отправились в путь. Заехали попрощаться с Чинчиной, которая дала Эрнесто 15 долларов и попросила привезти ей платье или купальник из США. Эрнесто на прощание подарил ей щенка, назвав его Камбэк — «Вернись», в переводе с английского языка («come back»).
Попрощались также и с родителями Эрнесто. Гранадо вспоминал:
Нас ничто больше не задерживало в Аргентине, и мы направились в Чили — первую зарубежную страну, лежавшую на нашем пути. Проехав провинцию Мендосу, где некогда жили предки Че и где мы посетили несколько гасиенд, наблюдая, как укрощают лошадей и как живут наши гаучо, мы повернули на юг, подальше от андских вершин, непроходимых для нашего чахлого двухколёсного Росинанта. Нам пришлось изрядно помучиться. Мотоцикл непрестанно ломался и требовал починки. Мы не столько ехали на нём, сколько волокли его на себе.
Останавливаясь на ночлег в лесу или в поле, они зарабатывали на питание случайными подработками: мыли в ресторанах посуду, лечили крестьян или выступали в роли ветеринаров, чинили радиоприёмники, работали грузчиками, носильщиками или матросами. Обменивались опытом с коллегами, посещая лепрозории, где имели возможность отдохнуть от дороги. Гевара и Гранадо не боялись заражения и испытывали сочувствие к прокажённым, желая посвятить жизнь их лечению. 18 февраля 1952 года они прибыли в чилийский город Темуко. Местная газета «Диарио Аустраль» опубликовала статью, озаглавленную: «Два аргентинских эксперта-лепролога путешествуют по Южной Америке на мотоцикле». Мотоцикл Гранадо окончательно сломался недалеко от Сантьяго, после чего они двигались до порта Вальпараисо (где намеревались посетить лепрозорий острова Пасхи, однако узнали, что парохода пришлось бы ждать полгода, и отказались от затеи), а далее пешком, на попутках или «зайцами» на пароходах или поездах. Добрались пешком до медного рудника Чукикамата, который принадлежал американской компании «Браден коппер майнинг компани», проведя ночь в казарме охранников рудника. В Перу путешественники познакомились с жизнью индейцев кечуа и аймара, к тому времени эксплуатируемых помещиками и заглушавших голод листьями коки. В городе Куско Эрнесто по нескольку часов зачитывался в местной библиотеке книгами об империи инков. Несколько дней провели на развалинах древнего города инков Мачу-Пикчу в Перу. Расположившись на площадке для жертвоприношений старинного храма, стали пить мате и фантазировать. Гранадо вспоминал диалог с Эрнесто:
«Знаешь, старик, давай останемся здесь. Я женюсь на индианке из знатного инкского рода, провозглашу себя императором и стану правителем Перу, а тебя назначу премьер-министром, и мы вместе осуществим социальную революцию».
Че ответил: «Ты сумасшедший, Миаль, революцию без стрельбы не делают!»

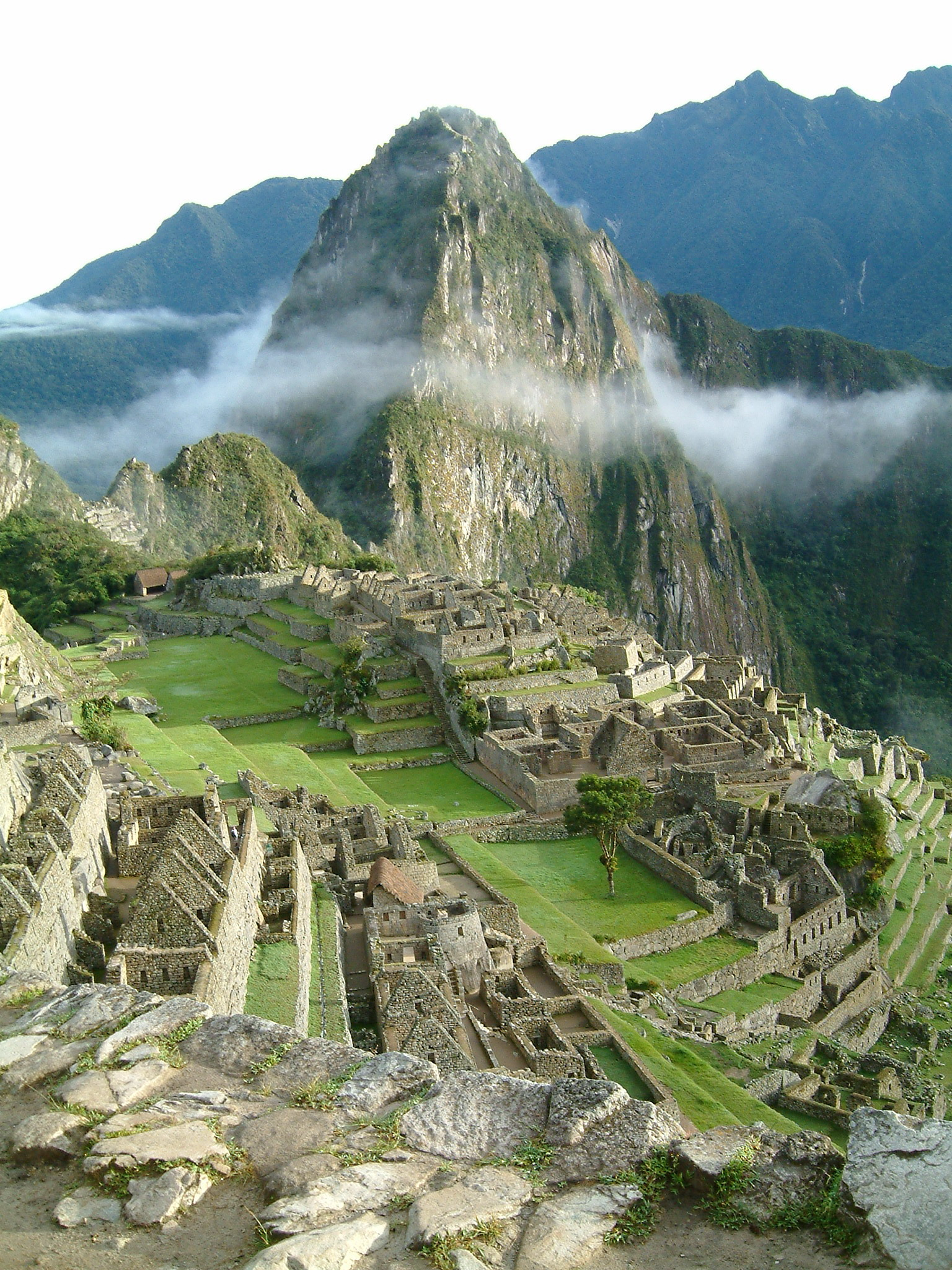
Рассвет на горе Мачу-Пикчу, Перу

Из Мачу-Пикчу отправились в горное селение Уамбо, заехав по дороге в лепрозорий перуанского доктора-коммуниста Уго Песче. Он тепло встретил путешественников, познакомив их с известными ему методами лечения проказы, и написал рекомендательное письмо в крупный лепрозорий близ города Сан-Пабло-де-Лорето провинции Лорето в Перу. Из селения Пукальпа на реке Укаяли, устроившись на судно, путешественники отправились до порта Икитоса на берегах Амазонки. В Икитосе они задержались из-за астмы Эрнесто, которая заставила его на некоторое время лечь в госпиталь. Добравшись до лепрозория в Сан-Пабло-де-Лорето, Гранадо и Гевара были сердечно приняты и приглашены к лечению больных в лаборатории центра. Больные, пытаясь отблагодарить путешественников за дружеское к ним отношение, построили им плот, назвав его «Мамбо-Танго». На этом плоту Эрнесто и Альберто планировали доплыть до следующей точки маршрута — колумбийского порта Летисия на Амазонке.
21 июня 1952 года, уложив вещи на плот, они поплыли вниз по Амазонке по направлению к Летисии. Много фотографировали и вели дневники. По неосторожности они проплыли мимо Летисии, из-за чего пришлось приобретать лодку и возвращаться уже с бразильской территории. Имея подозрительный и усталый вид, оба товарища попали в Колумбии за решётку. По утверждению Гранадо, начальник полиции, будучи футбольным болельщиком, знакомым с успехами Аргентины в данном виде спорта, освободил путешественников, узнав, откуда они родом, в обмен на обещание тренировать местную команду. Команда выиграла районный чемпионат, и болельщики купили им билеты на самолёт до столицы страны — Боготы. В Колумбии в то время шла гражданская война, спровоцированная силовым подавлением недовольства крестьян президентом Лауреано Гомесом. Гевара и Гранадо снова попали в тюрьму, однако их отпустили, взяв обещание немедленно покинуть Колумбию. Получив от знакомых студентов деньги на дорогу, Эрнесто и Альберто отправились на автобусе в город Кукуту рядом с Венесуэлой, а затем по международному мосту перешли границу до города Сан-Кристобаль в Венесуэле. 14 июля 1952 года путешественники добрались до Каракаса.
Гранадо остался работать в Венесуэле в лепрозории Каракаса, где ему предложили месячное жалованье в 500 венесуэльских боли́варов (около 166 долларов). Позже, работая в лепрозории, он познакомится со своей будущей женой — Хулией. Че же требовалось в одиночку добраться до Буэнос-Айреса. Случайно встретив дальнего родственника — торговца лошадьми, он в конце июля отправился сопровождать на самолёте партию лошадей из Каракаса в Майами, а оттуда ему предстояло вернуться порожним рейсом через венесуэльский Маракайбо в Буэнос-Айрес. Однако в Майами Че задержался на месяц. Он успел купить Чинчине обещанное кружевное платье, но в Майами жил почти без денег, проводя время в местной библиотеке. В августе 1952 года Че вернулся в Буэнос-Айрес, где приступил к подготовке к экзаменам и дипломной работе по проблемам аллергии. В марте 1953 года Гевара получил диплом доктора-хирурга в области дерматологии. Не желая служить в армии, он при помощи ледяной ванны вызвал приступ астмы и был признан непригодным для военной службы. Имея диплом о медицинском образовании, Че решил направиться в венесуэльский лепрозорий в Каракасе к Гранадо, однако в дальнейшем судьба свела их только в 1960-е годы на Кубе.

#### Второе путешествие по странам Латинской Америки

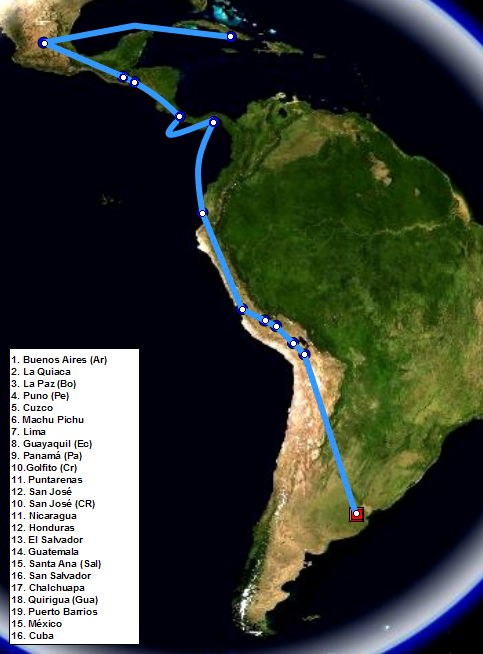
Путь, который проделал Че Гевара, 1953—1956

Эрнесто отправился в Венесуэлу через столицу Боливии — Ла-Пас поездом, который назывался «молочный конвой» (поезд останавливался на всех полустанках, и там фермеры грузили бидоны с молоком). 9 апреля 1952 года в Боливии произошла революция, в которой участвовали шахтёры и крестьяне. Пришедшая к власти партия «Националистическое революционное движение» во главе с президентом Пас Эстенсоро, выплатив иностранным владельцам компенсацию, национализировала оловянные рудники, а кроме того, организовала милицию из шахтёров и крестьян, осуществила аграрную реформу. В Боливии Че бывал в горных селениях индейцев, посёлках шахтёров, встречался с членами правительства и даже работал в управлении информации и культуры, а также в ведомстве по осуществлению аграрной реформы. Посетил развалины индейских святилищ Тиауанако, которые расположены вблизи озера Титикака, сделав множество снимков храма «Ворота солнца», где индейцы древней цивилизации поклонялись богу солнца Виракоча.
В Ла-Пасе Эрнесто познакомился с адвокатом Рикардо Рохо, который уговаривал его уехать в Гватемалу, однако Эрнесто согласился быть попутчиком только до Колумбии, поскольку всё ещё имел намерение ехать в лепрозорий Каракаса, где его ждал Гранадо. Рохо полетел самолётом в столицу Перу — Лиму, а Эрнесто на автобусе с попутчиком, студентом из Аргентины Карлосом Феррером, объехали озеро Титикака и прибыли в перуанский город Куско, где Эрнесто уже бывал во время предыдущего путешествия в 1952 году. После остановки пограничниками (у них отобрали брошюры и книги о революции в Боливии) они прибыли в Лиму, где встретились с Рохо. Поскольку задерживаться в Лиме было опасно из-за политической обстановки в стране, управлявшейся генералом Одрией, путешественники — Рохо, Феррер и Эрнесто — поехали на автобусе по побережью Тихого океана к Эквадору, достигнув границы этой страны 26 сентября 1953 года. В Гуаякиле они обратились за визой в представительство Колумбии, однако консул потребовал наличия у них авиабилетов до столицы, Боготы, посчитав небезопасным путешествие иностранцев на автобусе из-за только что произошедшего в Колумбии военного переворота (генерал Рохас Пинилья сверг президента Лауреано Гомеса). Не имея средств на авиаперелёт, путешественники обратились к местному деятелю социалистической партии с рекомендательным письмом, которое у них было от будущего президента Чили Сальвадора Альенде, и достали через него бесплатные билеты для студентов на пароход «Юнайтед фрут компани» из Гуаякиля в Панаму.

#### Гватемала
Под влиянием Рохо, а также сообщений в прессе о предстоящем вторжении США против президента Арбенса Эрнесто отправляется в Гватемалу. К тому времени правительство Арбенса провело через парламент Гватемалы закон, согласно которому рабочим «Юнайтед фрут компани» была вдвое увеличена заработная плата. Было экспроприировано 554 тысячи гектаров земли помещиков, в том числе 160 тысяч гектаров «Юнайтед фрут», что вызвало резкую негативную реакцию американцев. Из Гуаякиля Эрнесто послал Альберто Гранадо открытку: «Малыш! Еду в Гватемалу. Потом тебе напишу», после чего связь между ними на время прервалась. В Панаме Гевара и Феррер задержались, поскольку у них закончились деньги, а Рохо продолжил свой путь в Гватемалу. Гевара продал свои книги и напечатал в местном журнале ряд репортажей о Мачу-Пикчу и других исторических достопримечательностях Перу. В коста-риканский Сан-Хосе Гевара и Феррер отправились попутным грузовиком, который по дороге перевернулся из-за тропического ливня, после чего Эрнесто, повредив левую руку, некоторое время с трудом владел ей. Сан-Хосе путешественники достигли в начале декабря 1953 года. Там Эрнесто познакомился с лидером венесуэльской партии «Демократическое действие» и будущим президентом Венесуэлы Ромуло Бетанкуром, с которым они резко разошлись во взглядах, и будущим президентом Доминиканской Республики писателем Хуаном Бошем, а также с кубинцами — противниками диктатора Батисты.
В конце 1953 года Гевара с друзьями из Аргентины отправился из Сан-Хосе в Сан-Сальвадор на автобусе. 24 декабря они на попутных машинах достигли города Гватемалы, столицы одноимённой республики. Имея рекомендательные письма к видным деятелям страны и письмо из Лимы к революционерке Ильде Гадеа, Эрнесто нашёл Ильду в пансионате «Сервантес», где поселился сам. Общие взгляды и интересы сблизили будущих супругов. Впоследствии Ильда Гадеа вспоминала о впечатлении, которое тогда произвёл на неё Гевара:
Доктор Эрнесто Гевара поразил меня с первых же бесед своим умом, серьёзностью, своими взглядами и знанием марксизма… Выходец из буржуазной семьи, он, имея на руках диплом врача, мог легко сделать карьеру у себя на родине, как это и делают в наших странах все специалисты, получившие высшее образование. Между тем он стремился работать в самых отсталых районах, даже бесплатно, чтобы лечить простых людей. Но больше всего вызвало моё восхищение его отношение к медицине. Он с негодованием говорил, исходя из виденного в своих путешествиях по разным странам Южной Америки, об антисанитарных условиях и нищете, в которых живут наши народы. Я хорошо помню, что мы обсуждали в связи с этим роман Арчибальда Кронина «Цитадель» и другие книги, в которых затрагивается тема долга врача по отношению к трудящимся. Ссылаясь на эти книги, Эрнесто приходил к выводу, что врач в наших странах не должен быть привилегированным специалистом, он не должен обслуживать господствующие классы, изобретать бесполезные лекарства для воображаемых больных. Разумеется, поступая так, можно заручиться солидными доходами и добиться успеха в жизни, но к этому ли следует стремиться молодым сознательным специалистам наших стран. Доктор Гевара считал, что врач обязан посвятить себя улучшению условий жизни широких масс. А это неминуемо приведет его к осуждению правительственных систем, господствующих в наших странах, эксплуатируемых олигархиями, где всё усиливалось вмешательство империализма янки.Ильда Гадеа
В Гватемале Эрнесто встретился с эмигрантами из Кубы — сторонниками Фиделя Кастро, среди которых были Антонио Лопес (Ньико), Марио Дальмау, Дарио Лопес — будущие участники похода на яхте «Гранма». Желая поехать в качестве врача в индейские общины в отдалённый район Гватемалы — джунгли Петена, Эрнесто получил отказ от министерства здравоохранения, которое требовало сначала пройти процедуру подтверждения диплома врача в течение года. Случайные заработки, заметки в газеты и торговля вразнос книгами (которые он, по замечанию Ильды Гадеа, больше читал, чем продавал), позволяли ему заработать средства на существование. Путешествуя по Гватемале с котомкой за плечами, он изучал культуру древних индейцев майя. Сотрудничал с молодёжной организацией «Патриотическая молодёжь труда» Гватемальской партии труда.
17 июня 1954 года произошло вторжение вооружённых групп полковника Армаса из Гондураса на территорию Гватемалы, начались расстрелы сторонников правительства Арбенса и бомбардировки столицы и других городов Гватемалы. Эрнесто, по словам Ильды Гадеа, просил, чтобы его отправили в район боёв, и призывал к созданию ополчения. Он входил в группы противовоздушной обороны города во время бомбёжек, помогал в перевозке оружия. Марио Дальмау утверждал, что «вместе с членами организации „Патриотическая молодёжь труда“ он нёс караульную службу среди пожаров и разрывов бомб, подвергая себя смертельной опасности». Эрнесто Гевара попал в список «опасных коммунистов», подлежащих ликвидации после свержения Арбенса. Посол Аргентины предупредил его в пансионе «Сервантес» об опасности и предложил воспользоваться убежищем в посольстве, в котором Эрнесто и укрылся вместе с рядом других сторонников Арбенса, после чего при помощи посла покинул страну и выехал на поезде в Мехико.

### Жизнь в Мехико
21 сентября 1954 года Гевара приехал в Мехико и поселился на квартире пуэрто-риканского деятеля Националистической партии, которая выступала за независимость Пуэрто-Рико и была вне закона из-за учинённой её активистами стрельбы в конгрессе США. На этой же квартире проживал перуанец Лусио (Луис) де ла Пуэнте, который впоследствии, 23 октября 1965 года, был застрелен в бою с антипартизанскими «рейнджерами» в одном из горных районов Перу. Че и его приятель Патохо, не имея стабильных средств к существованию, промышляли снимками в парках. Че вспоминал это время так:
Мы оба сидели на мели… У Патохо не было ни гроша, у меня же всего несколько песо. Я купил фотоаппарат, и мы контрабандой делали снимки в парках. Печатать карточки нам помогал один мексиканец, владелец маленькой фотолаборатории. Мы познакомились с Мехико, исходив его пешком вдоль и поперек, пытаясь всучить клиентам свои неважные фотографии. Сколько приходилось убеждать, уговаривать, что у сфотографированного нами ребенка очень симпатичный вид и что, право, за такую прелесть стоит заплатить песо. Этим ремеслом мы кормились несколько месяцев. Понемногу наши дела налаживались…

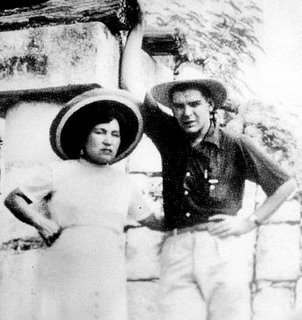
Эрнесто и Ильда Гадеа во время медового месяца на полуострове Юкатан, 1955 г.

Написав статью «Я видел свержение Арбенса», Че, однако, не сумел устроиться журналистом. В это время из Гватемалы приехала Ильда Гадеа, и они поженились. Че стал торговать книгами издательства «Фондо де культура экономика», устроился ночным сторожем на книжную выставку, продолжая читать книги. В городской больнице его приняли по конкурсу на работу в аллергическое отделение. Он читал лекции по медицине в Национальном университете, стал заниматься научной работой (в частности опытами на кошках) в Институте кардиологии и лаборатории французской больницы. 18 августа 1955 года в мексиканском городе Тепоцотлан Че женился на Ильде Гадеа. 15 февраля 1956 года Ильда родила дочь, которую назвали в честь матери Ильдитой. В интервью с корреспондентом мексиканского журнала «Сьемпре» в сентябре 1959 года Че утверждал:
Когда родилась моя дочь в городе Мехико, мы могли зарегистрировать её как перуанку — по матери, или как аргентинку — по отцу. И то, и другое было бы логично, ведь мы находились как бы проездом в Мексике. Тем не менее мы с женой решили зарегистрировать её как мексиканку в знак признательности и уважения к народу, который приютил нас в горький час поражения и изгнания.
Рауль Роа, кубинский публицист и противник Батисты, впоследствии ставший многолетним министром иностранных дел в социалистической Кубе, вспоминал о своей мексиканской встрече с Геварой:
Я познакомился с Че однажды ночью, в доме его соотечественника Рикардо Рохо. Он только что прибыл из Гватемалы, где впервые принимал участие в революционном и антиимпериалистическом движении. Он ещё остро переживал поражение. Че казался и был молодым. Его образ запечатлелся в моей памяти: ясный ум, аскетическая бледность, астматическое дыхание, выпуклый лоб, густая шевелюра, решительные суждения, энергичный подбородок, спокойные движения, чуткий, проницательный взгляд, острая мысль, говорит спокойно, смеется звонко… Он только что приступил к работе в аллергическом отделении Института кардиологии. Мы говорили об Аргентине, Гватемале и Кубе, рассматривали их проблемы сквозь призму Латинской Америки. Уже тогда Че возвышался над узким горизонтом креольских националистов и рассуждал с позиций континентального революционера. Этот аргентинский врач в отличие от многих эмигрантов, обеспокоенных судьбами лишь своей страны, думал не столько об Аргентине, сколько о Латинской Америке в целом, стараясь нащупать её самое «слабое звено».

### Подготовка экспедиции на Кубу
Участь революционера-авангардиста возвышенна и печальна…Эрнесто Че Гевара
В конце июня 1955 года в городскую больницу Мехико, к дежурному врачу — Эрнесто Геваре, пришли на консультацию два кубинца, одним из которых оказался Ньико Лопес, знакомый Гевары по Гватемале. Он рассказал Че, что кубинские революционеры, нападавшие на казармы «Монкада», были выпущены из каторжной тюрьмы на острове Пинос по амнистии и начали съезжаться в Мехико, чтобы готовить вооружённую экспедицию на Кубу. Через несколько дней последовало знакомство с Раулем Кастро, в котором Че нашёл единомышленника, сказав впоследствии о нём: «Мне кажется, что этот не похож на других. По крайней мере, говорит лучше других, кроме того, он думает». В это время Фидель, находясь в США, собирал среди эмигрантов с Кубы деньги на экспедицию. Выступив в Нью-Йорке на митинге против Батисты, Фидель заявил: «Могу сообщить вам со всей ответственностью, что в 1956 году мы обретём свободу или станем мучениками».

Флаг Движения 26 июля

Первая встреча Фиделя и Че произошла 9 июля 1955 года на конспиративной квартире сторонников Фиделя. На ней обсуждались подробности предстоящих боевых действий в кубинской провинции Орьенте. Фидель утверждал, что Че на тот момент «имел более зрелые по сравнению со мной революционные идеи. В идеологическом, теоретическом плане он был более развитым. По сравнению со мной он был более передовым революционером». К утру Че, на которого Фидель произвёл, по его словам, впечатление «исключительного человека», был зачислен врачом в отряд будущей экспедиции.
В сентябре 1955 года в Аргентине произошёл очередной военный переворот, и был свергнут президент Перон. Эмигрантам — противникам свергнутого диктатора было предложено вернуться на родину, чем воспользовались многие проживавшие в Мехико аргентинцы. Че отказался вернуться, поскольку был увлечён предстоящей экспедицией на Кубу.
Мексиканец Арсасио Ванегас Арройо владел небольшой типографией, в которой печатали документы «Движения 26 июля», которое возглавлял Фидель. Кроме этого, Арсасио занимался физической подготовкой участников предстоящей экспедиции на Кубу, будучи спортсменом-борцом: продолжительными пешими походами по пересечённой местности, дзюдо, для чего был арендован легкоатлетический зал. Арсасио вспоминал: «Кроме того, ребята слушали лекции по географии, истории, о политическом положении и на другие темы. Иногда я сам оставался послушать эти лекции. Ребята также ходили в кино смотреть фильмы о войне». Полковник испанской армии Альберто Байо, ветеран войны с франкистами и автор пособия «150 вопросов партизану», занимался военной подготовкой группы. Поначалу запросив плату в размере 100 тысяч мексиканских песо (или 8 тыс. американских долларов), он затем уменьшил её вдвое. Однако, поверив в возможности своих учеников, он не только не взял плату, но и продал свою мебельную фабрику, передав вырученные деньги группе Фиделя. Полковник приобрёл за 26 тысяч долларов США асьенду «Санта-Роса» в 35 км от столицы, у Эрасмо Риверы, бывшего партизана Панчо Вильи, в качестве новой базы для подготовки отряда. Че, проходя тренировки с группой, учил делать перевязки, лечить переломы и ранения, делать инъекции, получив более ста уколов на одном из занятий — по одному или нескольку от каждого из тренировавшихся членов группы.
Занимаясь вместе с ним на ранчо «Санта-Роса», я узнал, какой это был человек — всегда самый усердный, всегда преисполненный самым высоким чувством ответственности, готовый помочь каждому из нас… Я познакомился с ним, когда он останавливал мне кровотечение после удаления зуба. В то время я еле-еле умел читать. А он мне говорит: «Я буду учить тебя читать и разбираться в прочитанном…» Однажды мы шли по улице, он вдруг зашёл в книжный магазин и на те небольшие деньги, которые были у него, купил мне две книги — «Репортаж с петлёй на шее» и «Молодую гвардию».Карлос Бермудес
22 июня 1956 года мексиканская полиция арестовала Фиделя Кастро на одной из улиц Мехико. Затем была устроена засада на конспиративной квартире. На ранчо «Санта-Роса» полиция захватила Че и некоторых товарищей. Об аресте кубинских заговорщиков и участии в этом деле полковника Байо сообщалось в печати. Впоследствии выяснилось, что аресты производились по наводке провокатора, который проник в ряды заговорщиков. 26 июня мексиканская газета «Эксельсиор» опубликовала список арестованных, включая имя Эрнесто Че Гевары Серны, который был охарактеризован как «международный коммунистический агитатор» с упоминанием его роли в Гватемале при президенте Арбенсе.
После ареста нас повезли в тюрьму „Мигель Шульц“ — место заключения эмигрантов. Там я увидела Че. В дешёвом прозрачном нейлоновом плаще и старой шляпе он смахивал на огородное пугало. И я, желая рассмешить его, сказала ему, какое он производит впечатление… Когда нас вывели из тюрьмы на допрос, ему единственному надели наручники. Я возмутилась и заявила представителю прокуратуры, что Гевара не преступник, чтобы надевать ему наручники, и что в Мексике даже преступникам их не надевают. В тюрьму он возвращался уже без наручников.Мария-Антония
За заключённых ходатайствовали бывший президент Мексики Ласаро Карденас, бывший морской министр Эриберто Хара, рабочий лидер Ломбарде Толедано, художники Альфаро Сикейрос и Диего Ривера, а также деятели культуры и учёные. Через месяц мексиканские власти освободили Фиделя Кастро и остальных заключённых, за исключением Эрнесто Гевары и кубинца Каликсто Гарсии, которых обвинили в нелегальном въезде в страну. Выйдя из тюрьмы, Фидель Кастро продолжил подготовку к экспедиции на Кубу, собирая деньги, покупая оружие и организовывая конспиративные явки. Подготовка бойцов продолжилась мелкими группами в различных местах страны. У шведского этнографа Вернера Грина была приобретена яхта «Гранма» за 12 тысяч долларов. Че опасался, что заботы Фиделя по его вызволению из тюрьмы задержат отплытие, однако Фидель ему сказал: «Я тебя не брошу!». Мексиканская полиция арестовала и жену Че, однако через некоторое время Ильда и Че были выпущены на свободу. Че просидел в тюрьме 57 дней. Полицейские продолжали следить за кубинцами, врывались на конспиративные квартиры. Пресса вовсю писала о подготовке Фиделем отплытия на Кубу. Из-за участившихся облав и возможности выдачи группы, яхты и передатчика кубинскому посольству в Мехико за объявленную награду в 15 тысяч долларов, приготовления были ускорены. Фидель отдал приказ изолировать предполагаемого провокатора и сосредоточиться в порту Туспана в Мексиканском заливе, где у причала стояла «Гранма». Че с медицинским саквояжем забежал домой к Ильде, поцеловал спящую дочь, написал прощальное письмо родителям и уехал в порт. Вскоре Ильда вернулась в Перу, позже передав Геваре их общую дочь Ильдиту.

### Отплытие на «Гранме»
В 2 часа ночи 25 ноября 1956 года в Туспане отряд совершил посадку на «Гранму». Полиция получила «мордиду» (взятку) и отсутствовала на пристани. 82 человека с оружием и снаряжением погрузились на переполненную яхту, которая была рассчитана на 8-12 человек. На море в это время был шторм и шёл дождь, «Гранма» с погашенными огнями легла курсом на Кубу. Че вспоминал, что «из 82 человек только два или три матроса, да четыре или пять пассажиров не страдали от морской болезни». Судно дало течь, как потом выяснилось, из-за открытого крана в уборной, однако, пытаясь ликвидировать осадку судна при неработающем насосе для откачки, успели побросать за борт консервы.
Нужно иметь богатое воображение, чтобы представить себе, как могли на такой маленькой посудине разместиться 82 человека с оружием и снаряжением. Яхта была набита до отказа. Люди сидели буквально друг на друге. Продуктов взяли в обрез. В первые дни каждому выдавалось полбанки сгущенного молока, но вскоре оно кончилось. На четвёртый день каждый получил по кусочку сыра и колбасы, а на пятый остались лишь одни гнилые апельсины.Каликсто Гарсия
На «Гранме» Че страдал от астмы, но, по утверждению Роберто Роке Нуньеса, подбадривал других и шутил. Яхта часто сбивалась с курса; однажды несколько часов ушли на поиски упавшего за борт с крыши капитанской рубки штурмана Роберто Роке Нуньеса. Время прибытия группы в селение Никеро вблизи Сантьяго было рассчитано на 30 ноября. В этот день, в 5:40 утра сторонники Фиделя во главе с Франком Паисом захватили правительственные учреждения в столице и вышли на улицы, но не смогли удержать ситуацию под контролем.

## Кубинская революция

### Первые дни
«Че Гевара выдвинул новую теорию революции (по сравнению с классиками марксизма — Прим. И. Л. Викентьева): она придавала особое значение небольшим группам революционеров, способным на радикальный политический поворот. Не нужно ждать, пока общество созреет для революции, — достаточно готовности самих революционеров».

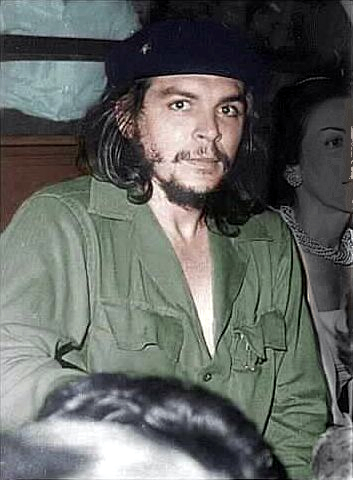
Гевара в своей военной форме оливкового цвета и берете

«Гранма» прибыла к берегам Кубы только 2 декабря 1956 года в районе Лас-Колорадас провинции Орьенте, тут же сев у побережья на мель. На воду была спущена шлюпка, но она затонула. Группа из 82 человек добиралась до берега вброд, по плечи в воде; на сушу удалось вынести оружие и небольшое количество еды и медикаментов. На место высадки, которое Рауль Кастро впоследствии сравнивал с «кораблекрушением», устремились катера и самолёты подчинённых Батисте подразделений, и группа Фиделя Кастро попала под обстрел. Их поджидали около 35 000 вооружённых солдат, танки, 15 судов береговой охраны, 10 военных кораблей, 78 истребителей и транспортных самолётов. Группа продолжительное время пробиралась по заболоченному побережью, представляющему собой мангровые заросли. В середине дня 5 декабря в местности Алегрия-де-Пио (Святая радость) группа была атакована правительственной авиацией. Под огнём неприятеля в бою погибла половина бойцов отряда и приблизительно 20 человек попали в плен. На следующий день оставшиеся в живых собрались в хижине недалеко от Сьерра-Маэстры.
Фидель сказал: «Враг нанёс нам поражение, но не сумел нас уничтожить. Мы будем сражаться и выиграем эту войну». Кубинские крестьяне дружелюбно принимали участников отряда и укрывали их в своих домах.
Где-нибудь в лесу, долгими ночами (с заходом солнца начиналось наше бездействие) строили мы дерзкие планы. Мечтали о сражениях, крупных операциях, о победе. Это были счастливые часы. Вместе со всеми я наслаждался впервые в моей жизни сигарами, которые научился курить, чтобы отгонять назойливых комаров. С тех пор въелся в меня аромат кубинского табака. И кружилась голова, то ли от крепкой „гаваны“, то ли от дерзости нашего плана — один отчаяннее другого.Эрнесто Че Гевара

### Сьерра-Маэстра

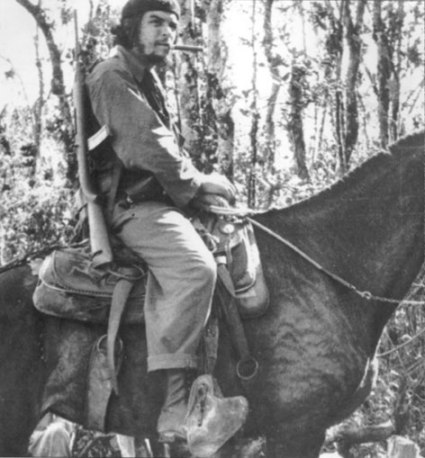
Эрнесто Че Гевара на лошади в горах Сьерра-Маэстра

Кубинский писатель-коммунист Пабло де ла Торрьенте Брау писал, что ещё в XIX веке в горах Сьерра-Маэстра борцы за независимость Кубы находили удобное укрытие. «Горе тому, кто поднимает меч на эти вершины. Повстанец с винтовкой, укрывшись за несокрушимым утёсом, может сражаться здесь против десятерых. Пулемётчик, засевший в ущелье, сдержит натиск тысячи солдат. Пусть не рассчитывают на самолёты те, кто пойдёт войной на эти вершины! Пещеры укроют повстанцев». Фидель и участники экспедиции на Гранма, а также Че, не были знакомы с этой местностью. 22 января 1957 года при Арройо-де-Инфьерно (Адский ручей) отряд нанёс поражение отряду каскитос (солдаты Батисты). Пять каскитос были убиты, отряд не понёс потерь. 28 января Че написал письмо Ильде, которое дошло через доверенного человека в Сантьяго.
Дорогая старуха!

Пишу тебе эти пылающие мартианские  строки из кубинской манигуа. Я жив и жажду крови. Похоже на то, что я действительно солдат (по крайней мере, я грязный и оборванный), ибо пишу на походной тарелке, с ружьём на плече и новым приобретением в губах — сигарой. Дело оказалось не лёгким. Ты уже знаешь, что после семи дней плавания на «Гранме», где нельзя было даже дыхнуть, мы по вине штурмана оказались в вонючих зарослях, и продолжались наши несчастья до тех пор, пока на нас не напали в уже знаменитой Алегрия-де-Пио и не развеяли в разные стороны, подобно голубям. Там меня ранило в шею, и остался я жив только благодаря моему кошачьему счастью, ибо пулемётная пуля попала в ящик с патронами, который я таскал на груди, и оттуда рикошетом — в шею. Я бродил несколько дней по горам, считая себя опасно раненным, кроме раны в шее, у меня ещё сильно болела грудь. Из тебе знакомых ребят погиб только Джимми Хиртцель, он сдался в плен, и его убили. Я же вместе со знакомыми тебе Альмейдой и Рамирито провёл семь дней страшной голодухи и жажды, пока мы не вышли из окружения и при помощи крестьян не присоединились к Фиделю (говорят, хотя это ещё не подтверждено, что погиб и бедный Ньико). Нам пришлось немало потрудиться, чтобы вновь организоваться в отряд, вооружиться. После чего мы напали на армейский пост, несколько солдат мы убили и ранили, других взяли в плен. Убитые остались на месте боя. Некоторое время спустя мы захватили ещё трёх солдат и разоружили их. Если к этому добавить, что у нас не было потерь и что в горах мы как у себя дома, то тебе будет ясно, насколько деморализованы солдаты, им никогда не удастся нас окружить. Естественно, борьба ещё не выиграна, ещё предстоит немало сражений, но стрелка весов уже клонится в нашу сторону, и этот перевес будет с каждым днём увеличиваться.

Теперь, говоря о вас, хотел бы знать, находишься ли ты все в том же доме, куда я тебе пишу, и как вы там живёте, в особенности «самый нежный лепесток любви»? Обними её и поцелуй с такой силой, насколько позволяют её косточки. Я так спешил, что оставил в доме у Панчо твои и дочки фотографии. Пришли мне их. Можешь писать мне на адрес дяди и на имя Патохо. Письма могут немного задержаться, но, я думаю, дойдут.
В феврале Че свалил приступ малярии и затем новый приступ астмы. Во время одной из стычек крестьянин Креспо, взвалив Че себе на спину, вынес его из-под неприятельского огня, поскольку Че не мог передвигаться самостоятельно. Че был оставлен в доме фермера с сопровождающим бойцом и смог преодолеть один из переходов, держась за стволы деревьев и опираясь на приклад ружья, за десять дней, при помощи адреналина, который фермер сумел раздобыть. В горах Сьерра-Маэстра Че, страдавший от астмы, периодически отлеживался в крестьянских хижинах, чтобы не задерживать движение колонны. Его часто видели с книгой или с блокнотом в руках.
Я помню, у него было много книг. Он много читал. Он не терял ни минуты. Часто он жертвовал сном, чтобы почитать или сделать запись в дневнике. Если он вставал с зарёй, он принимался за чтение. Часто он читал ночью при свете костра. У него было очень хорошее зрение.Марсиаль Ороско, капитан
Меня направляют в Сантьяго, и он просит привезти ему две книги. Одна из них — „Всеобщая песнь“ Пабло Неруды, а другая — поэтический сборник Мигеля Эрнандеса. Он очень любил стихи.Каликсто Моралес
Я не понимаю, как он мог ходить, болезнь его то и дело душила. Однако он шел по горам с вещевым мешком за спиной, с оружием, с полным снаряжением, как самый выносливый боец. Воля у него, конечно, была железная, но ещё большей была преданность идеям — вот что придавало ему силы.Антонио, капитан
Бедный Че! Я видела, как он страдает от астмы, и только вздыхала, когда начинался приступ. Он умолкал, дышал тихонечко, чтобы ещё больше не растревожить болезнь. Некоторые во время приступа впадают в истерику, кашляют, раскрывают рот. Че старался сдержать приступ, успокоить астму. Он забивался в угол, садился на табурет или на камень и отдыхал. В таких случаях она спешила приготовить ему теплое питьё.Понсиана Перес, крестьянка
Участник отряда Рафаэль Чао утверждал, что Че ни на кого не кричал, и не допускал издёвок, но часто употреблял в разговоре крепкие слова и бывал очень резок, «когда нужно». «Я не знал менее эгоистичного человека. Если у него бывал всего один клубень бониато, он готов был отдать его товарищам».
На протяжении войны Че вёл дневник, который позже послужил основой для его известной книги «Эпизоды революционной войны». Со временем отряду удалось установить связь с организацией «Движение 26 июля» в Сантьяго и Гаване. Место расположения отряда в горах посещали активисты и руководители подполья: Франк Паис, Армандо Харт, Вильма Эспин, Селия Санчес, было налажено снабжение. С целью опровергнуть сообщения Батисты о разгроме «разбойников» — «форахидос», в расположение отряда 17 февраля 1957 года прибыл корреспондент газеты «Нью-Йорк Таймс». Он встретился с Фиделем и через неделю опубликовал репортаж с фотографиями Фиделя и бойцов отряда. В этом репортаже он писал: «Судя по всему, у генерала Батисты нет оснований надеяться подавить восстание Кастро. Он может рассчитывать только на то, что одна из колонн солдат невзначай набредёт на юного вождя и его штаб и уничтожит их, но это вряд ли случится…».
В мае 1957 года планировалось прибытие из США (Майами) судна с подкреплением. Чтобы отвлечь внимание от их высадки, Фидель отдал приказ штурмовать казарму в селении Уверо, в 50 км от Сантьяго. Дополнительно это открывало возможность выхода из Сьерра-Маэстры в долину провинции Орьенте. Че принимал участие в бою за Уверо и описал его в «Эпизодах революционной войны». 27 мая 1957 года был собран штаб, где Фидель объявил о предстоящем бое. Начав поход вечером, за ночь прошли около 16 километров по горной извилистой дороге, затратив на путь около восьми часов, часто останавливаясь ради предосторожности, особенно в опасных районах. Деревянная казарма располагалась на берегу моря, её охраняли посты. Во время нападения было запрещено стрелять в жилые помещения, где находились женщины и дети. Раненым солдатам оказывали первую помощь, оставили двух своих тяжелораненых на попечение врача гарнизона противника. Нагрузив грузовик со снаряжением и медикаментами, отправились в горы. Че указывал, что от первого выстрела до захвата казармы прошло два часа сорок пять минут. Наступающие потеряли убитыми и ранеными 15 человек, а противник — 19 человек ранеными и 14 убитыми. Победа укрепила боевой дух отряда. Впоследствии были уничтожены другие мелкие гарнизоны противника у подножья Сьерра-Маэстры.

### Зажигательная смесь
Че Гевара составил свою рецептуру коктейля Молотова. В её состав входили 3/4 части бензина и 1/4 масла.
Зажигательные смеси часто использовались партизанами против строений, лёгких автомобилей и пехоты противника. Рецептура коктейля Молотова Че Гевары отличалась простотой в изготовлении и доступностью компонентов.

### Дальнейший ход революции
Взаимоотношения с местными крестьянами не всегда происходили гладко: по радио и в церковных службах проводилась пропаганда антикоммунизма. В фельетоне, вышедшем в январе 1958 года в первом номере повстанческой газеты «Эль Кубано либре» за подписью «Снайпер», Че писал насчёт насаждавшихся правящим режимом мифов: «Коммунистами являются все те, кто берётся за оружие, ибо они устали от нищеты, в какой бы это стране ни происходило.» Для подавления грабежей и хаоса для улучшения взаимоотношений с местным населением в отряде была создана комиссия по соблюдению дисциплины, наделённая полномочиями военного трибунала. Была ликвидирована псевдореволюционная банда китайца Чанга. Че отмечал: «В то трудное время нужно было твёрдой рукой пресекать всякое нарушение революционной дисциплины и не позволять развиваться анархии в освобождённых районах». Производились расстрелы также и по фактам дезертирства из отряда. В отношении пленных оказывалась медицинская помощь, Че строго следил, чтобы их не обижали. Как правило, их отпускали на свободу.
5 июня 1957 года Фидель Кастро выделил колонну под руководством Че в составе 75 бойцов (в целях конспирации она была названа четвёртой колонной). Че было присвоено звание майора. В июле Фидель вместе с представителями буржуазной оппозиции подписал манифест об образовании Революционного гражданского фронта, в требования которого входили замена Батисты выборным президентом и аграрная реформа, которая подразумевала раздел пустующих земель. Че считал этих оппозиционеров «тесно связанными с северными владыками».

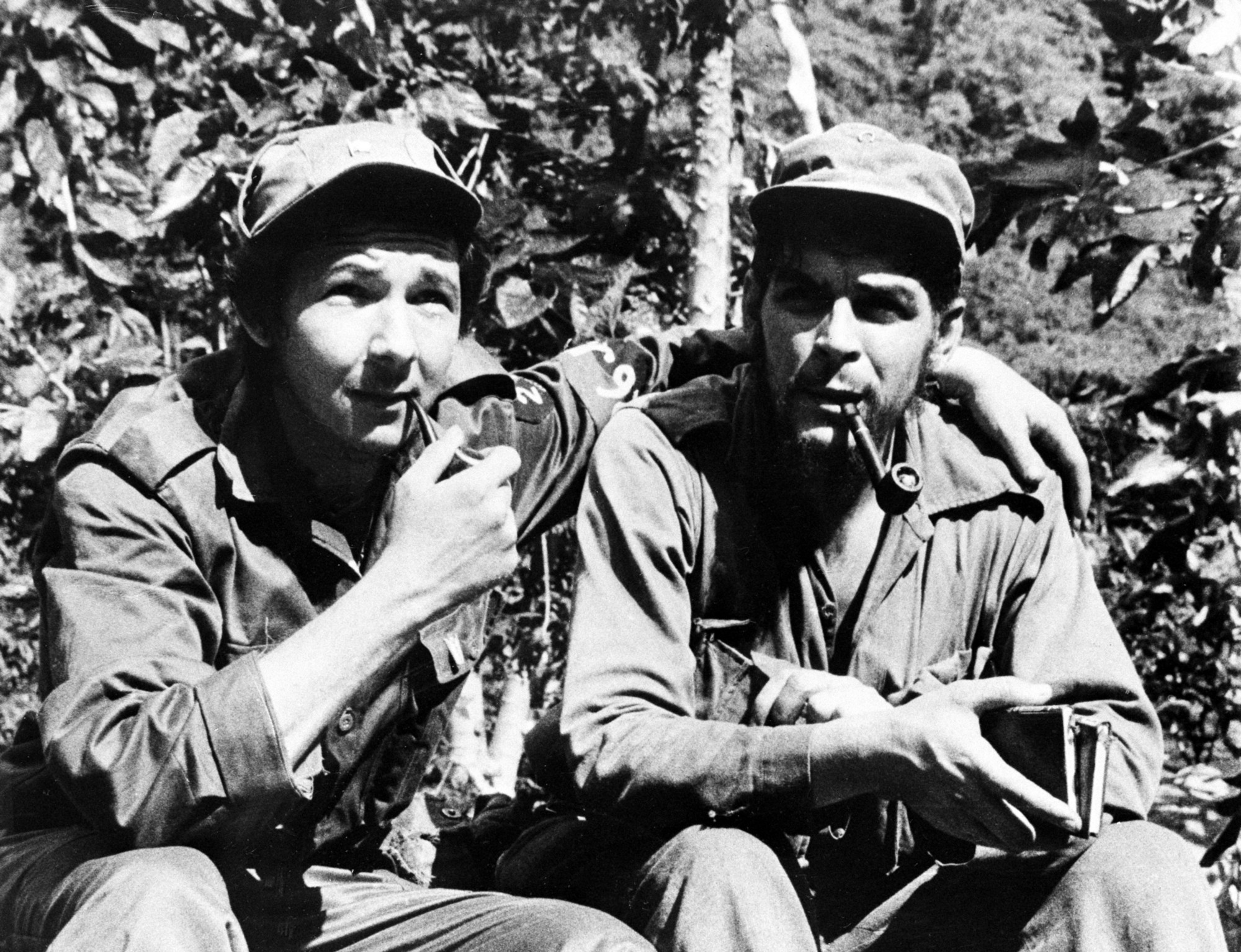
Рауль Кастро с Эрнесто Че Геварой в горах Сьерра-дель Кристаль к югу от Гаваны. 1958 г.

Опасаясь преследования полиции, противники Батисты пополняли ряды повстанцев в горах Сьерра-Маэстры. Возникли очаги восстания в горах Эскамбрая, Сьерра-дель-Кристаль и в районе Баракоа под руководством Революционного директората, «Движения 26 июля» и отдельных коммунистов. В октябре в Майами политические деятели из буржуазного лагеря учредили Совет освобождения, провозгласив временным президентом Фелипе Пасоса и выпустив манифест к народу. Фидель отверг «майамский пакт», считая его проамериканским. В письме к Фиделю Че писал: «Ещё раз поздравляю тебя с твоим заявлением. Я тебе говорил, что твоей заслугой всегда будет то, что ты доказал возможность вооружённой борьбы, пользующейся поддержкой народа. Теперь ты вступаешь на ещё более замечательный путь, который приведёт к власти в результате вооружённой борьбы масс».
К концу 1957 года повстанческие войска господствовали на Сьерра-Маэстре, не спускаясь, однако, в долины. Продукты питания, такие как фасоль, кукурузу и рис, покупали у местных крестьян. Медикаменты доставлялись подпольщиками из города. Мясо конфисковывалось у крупных скотопромышленников и тех, кто был обвинён в предательстве. Часть конфискованного передавалась местным крестьянам. Че организовывал санитарные пункты, полевые госпитали, мастерские для починки оружия, изготовления кустарной обуви, вещмешков, обмундирования, сигарет. По инициативе Че и под его редакцией в Сьерра-Маэстре начала выходить газета «Эль Кубано либре» («Свободная Куба»), первые номера которой были написаны от руки, а потом печатались на гектографе.
С марта 1958 года партизаны перешли к более активным действиям, начав действовать за пределами Сьерра-Маэстры. С конца лета наладилась связь и сотрудничество с кубинскими коммунистами. Началось генеральное наступление, в ходе которого колонне партизан под командованием Че поручалось овладеть серединой острова, провинцией Лас-Вильяс и ключевым городом на пути к Сантьяго — Санта-Кларой, объединив и скоординировав для этого все антибатистовские силы. 21 августа приказом Фиделя Че был назначен «командующим всеми повстанческими частями, действующими в провинции Лас-Вильяс как в сельской местности, так и в городах» с возложением на него обязанностей по сбору налогов и их расходованием на военные нужды, осуществлению правосудия и проведением аграрных законов Повстанческой армии, а также организации воинских частей и назначению офицеров. При этом он прилюдно объявил: «Тот, кто не желает рисковать, может покинуть колонну. Он не будет считаться трусом». Большинство выразило готовность следовать за ним.

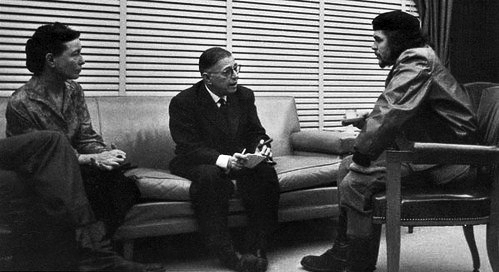
Симона де Бовуар, Жан-Поль Сартр, Че Гевара. Куба, 1960

 Правительственная пропаганда призывала к национальному единству и согласию, поскольку в городах Кубы ширилось забастовочное и повстанческое движение. В марте 1958 года правительство США заявило об эмбарго на доставку оружия силам Батисты, хотя вооружение и заправка самолётов правительственных войск на базе Гуантанамо ещё некоторое время продолжались. В конце 1958 г., согласно конституции (статуту), объявленной Батистой, должны были состояться президентские выборы. В Сьерра-Маэстре никто не говорил открытым текстом о коммунизме или социализме, а открыто предлагавшиеся Фиделем реформы, как то ликвидация латифундий, национализация транспорта, электрических компаний и других важных предприятий носили умеренный и не отрицавшийся даже проамериканскими политическими деятелями характер.
К 16 октября после 600-километрового марша и частых стычек с войсками колонна Че достигла гор Эскамбрая в провинции Лас-Вильяс, где уже действовал Второй национальный фронт. Тогда же он познакомился со своей второй женой, подпольщицей Алейдой Марч. Одним из первых мероприятий Че обнародовал закон об аграрной реформе, освобождавшей мелких арендаторов от уплат помещику, и открыл школу, что обеспечило ему симпатии крестьянства. Со второй половины декабря повстанцы начали решительное наступление, практически каждый день освобождая новый город. С 28 декабря начались бои за Санта-Клару. В середине дня 1 января остатки гарнизона капитулировали. В этот же день диктатор Батиста бежал из страны. 2 января партизаны, в частности, подразделения под командованием Че Гевары без боя вошли в Гавану, где бурно приветствовались населением.

## Че Гевара после победы кубинской революции

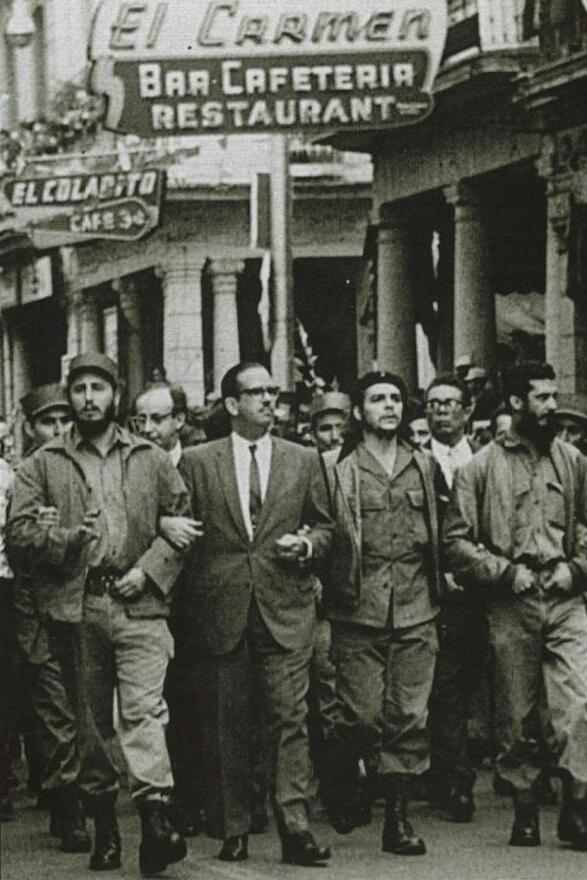

С момента прихода к власти Фиделя Кастро на Кубе начались репрессии против его политических противников. Первоначально было объявлено, что будут судимы лишь «военные преступники» — функционеры батистовского режима, непосредственно ответственные за пытки и казни. Проводившиеся Кастро публичные суды американская газета «Нью-Йорк Таймс» расценила как пародию на правосудие: «В целом процедура вызывает отвращение. Защитник абсолютно не пытался защищать, вместо этого он просил суд извинить его за то, что он защищает заключённого». Репрессиям подверглись не только политические противники, но и союзники кубинских коммунистов по революционной борьбе — анархисты. После занятия повстанцами города Сантьяго-де-Куба 12 января 1959 года там был устроен показательный суд над 72 полицейскими и т. п. лицами, так или иначе связанными с режимом и обвинёнными в «военных преступлениях». Когда защитник начал опровергать утверждения обвинения, председательствующий Рауль Кастро заявил: «Если один виновен, виновны все. Они приговариваются к расстрелу!» Все 72 были расстреляны. Все юридические гарантии в отношении обвиняемых были отменены «Партизанским законом». Следственное заключение считалось неопровержимым доказательством преступления; адвокат просто признавал обвинения, но просил правительство проявить великодушие и смягчить наказание. Че Гевара лично инструктировал судей: «Не следует устраивать волокиты с судебными разбирательствами. Это революция, доказательства тут вторичны. Мы должны действовать по убеждению. Они все — банда преступников и убийц. Кроме того, следует помнить, что есть апелляционный трибунал». Апелляционный трибунал, председателем которого был сам Че, не отменил ни одного приговора.
Казнями в гаванской крепости-тюрьме Ла-Кабанья распоряжался лично Че Гевара, назначенный комендантом тюрьмы и руководивший апелляционным трибуналом. После прихода сторонников Кастро к власти на Кубе более восьми тысяч человек были расстреляны, многие — без суда и следствия.
Вскоре после революции Че изменил свою подпись: вместо привычного «доктор Гевара» — «майор Эрнесто Че Гевара» или просто «Че».
9 февраля 1959 года президентским декретом Че был провозглашён гражданином Кубы с правами урождённого кубинца (до него этой чести был удостоен только один человек, доминиканец генерал Максимо Гомес в XIX веке). Как офицеру повстанческой армии ему было определено жалование в 125 песо (долларов).
2 июня Че сочетается вторым браком с Алейдой Марч.

## Че Гевара как государственный деятель

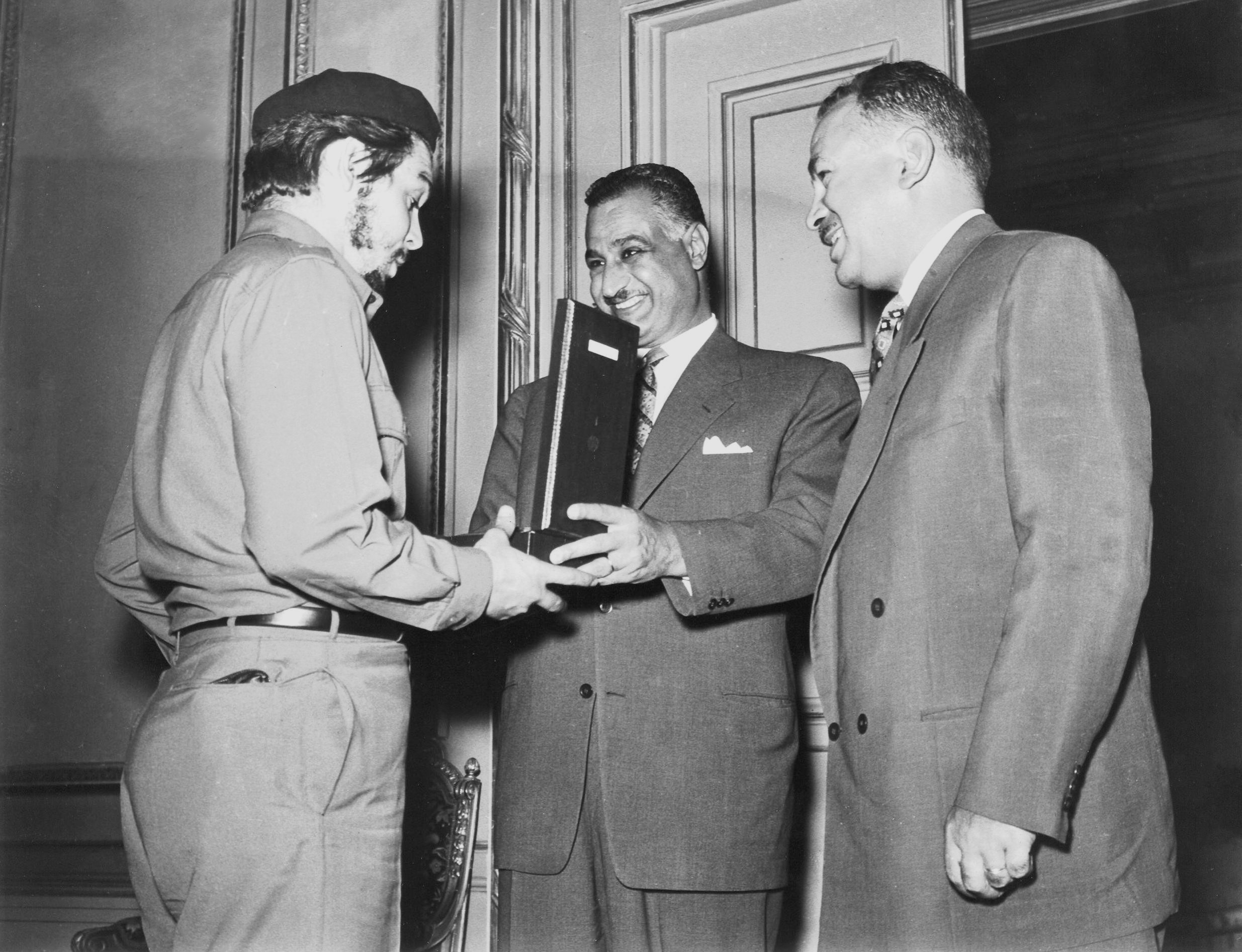
На встрече с президентом Египта Гамаль Абдель Насером, 1965 год

С 12 июня по 5 сентября Че Гевара совершил первую зарубежную поездку в качестве официального лица, посетив Египет (где повстречался и наладил дружественные отношения, продолжавшиеся до конца жизни, с президентом Бразилии Жаниу Куадрусом), Судан, Пакистан, Индию, Цейлон, Бирму, Индонезию, Японию, Югославию, Марокко и Испанию.
7 октября назначен начальником департамента промышленности Национального института аграрной реформы (ИНРА) с сохранением военного поста руководителя департамента обучения министерства вооружённых сил. 

26 ноября назначен директором национального банка Кубы. 

5 февраля 1960 года на открытии советской выставки достижений науки, техники и культуры участвовал в официальных переговорах впервые встретился с делегацией СССР во главе с А. И. Микояном. 

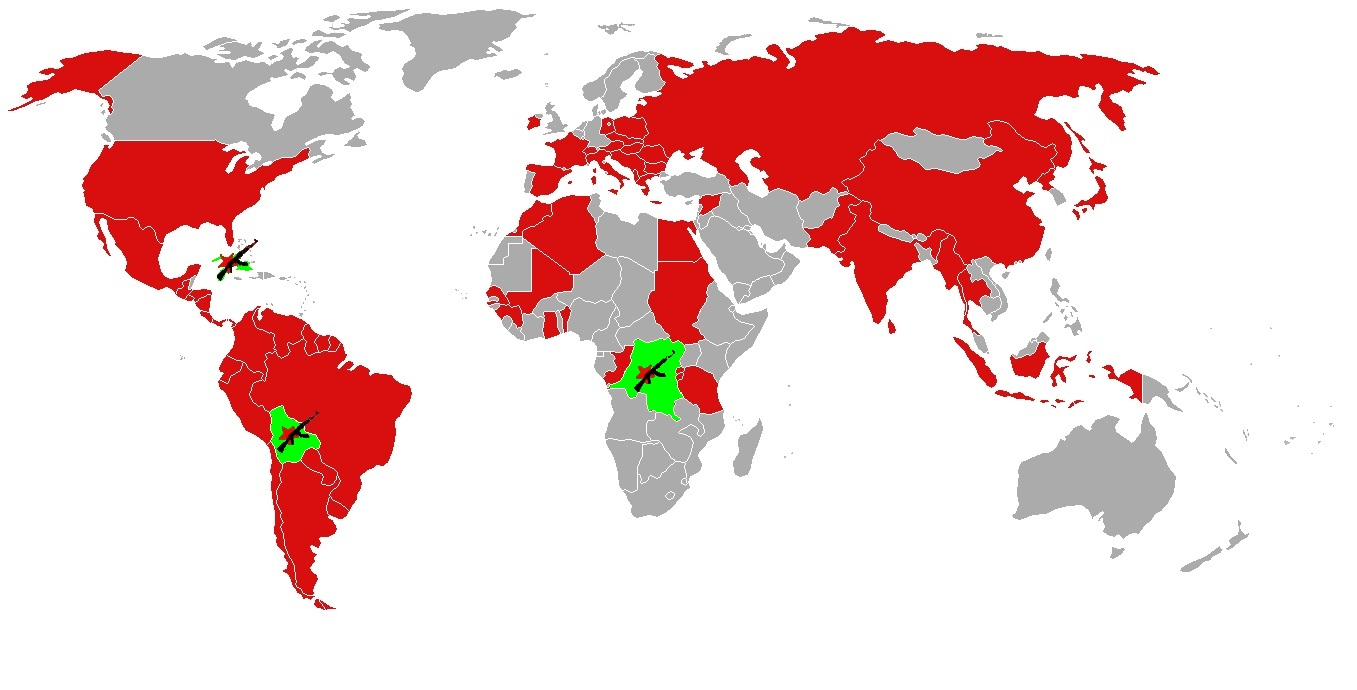
На карте мира отображены в красный цвет те страны, где жил или которые посещал Че Гевара. Три страны в зелёном цвете — там он участвовал в революции (Боливия, Куба и ДР Конго)

В мае в Гаване вышла его книга «Партизанская война». Как член высшего руководства «Движения 26 июля» после слияния его с Народно-социалистической партией и «Революционным директоратом 13 марта» во 2-й половине 1961 года вошёл в новообразованные «Объединённые революционные организации» (ОРО) в качестве члена Национального руководства, Секретариата и Экономической комиссии ОРО. После преобразования ОРО в Единую партию кубинской социалистической революции стал членом её Национального руководства и Секретариата.
22 октября — 19 декабря во главе правительственной делегации посетил СССР, Чехословакию, ГДР, КНР и КНДР, договорившись о многолетних закупках кубинского сахара и оказании технической и финансовой помощи Кубе. 7 ноября присутствовал на военном параде и демонстрации трудящихся в Москве, стоя на Мавзолее. 

23 февраля 1961 года назначен министром промышленности и членом Центрального совета планирования по совместительству. 

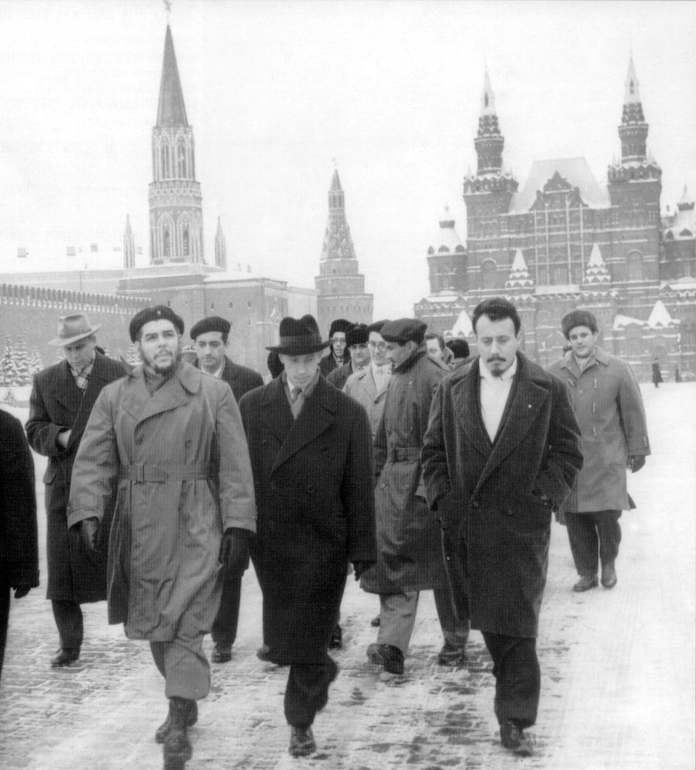
Че Гевара в Москве в 1964 году

17 апреля, во время высадки антикастровских сил на Плайя-Хирон возглавляет войска в провинции Пинар-дель-Рио.

В августе 1961 года во время переговоров с представителем американской делегации во время визита в Уругвай предложил компенсировать американским собственникам стоимость конфискованного на Кубе имущества, а также сократить революционную пропаганду в странах Латинской Америки в обмен на прекращение блокады и антикубинских действий. 

Во время второго визита в СССР в августе 1962 года договорился о сотрудничестве в военной области.
2 марта 1962 года назначен членом Секретариата и Экономической комиссии Объединённых революционных организаций (ОРО), а 8 марта — членом Национального руководства.
В августе—сентябре возглавляет партийно-правительственную делегацию Кубы, посетившую СССР и Чехословакию.
Когда в 1962 году на Кубе были введены продовольственные карточки, Че настоял, чтобы его норма не превышала обычную, получаемую рядовыми гражданами. Принимал активное личное участие в рубке тростника на сафре, разгрузке пароходов, строительстве промышленных и жилых зданий, работах по благоустройству. В августе 1964 получил грамоту «Ударника коммунистического труда» за выработку 240 часов добровольного труда в квартал.
В мае 1963 года в связи с преобразованием ОРО в Единую партию кубинской социалистической революции назначается членом её ЦК, Политбюро ЦК и Секретариата.
11 декабря 1964 года выступил на XIX Генеральной ассамблее ООН с большой антиамериканской речью.

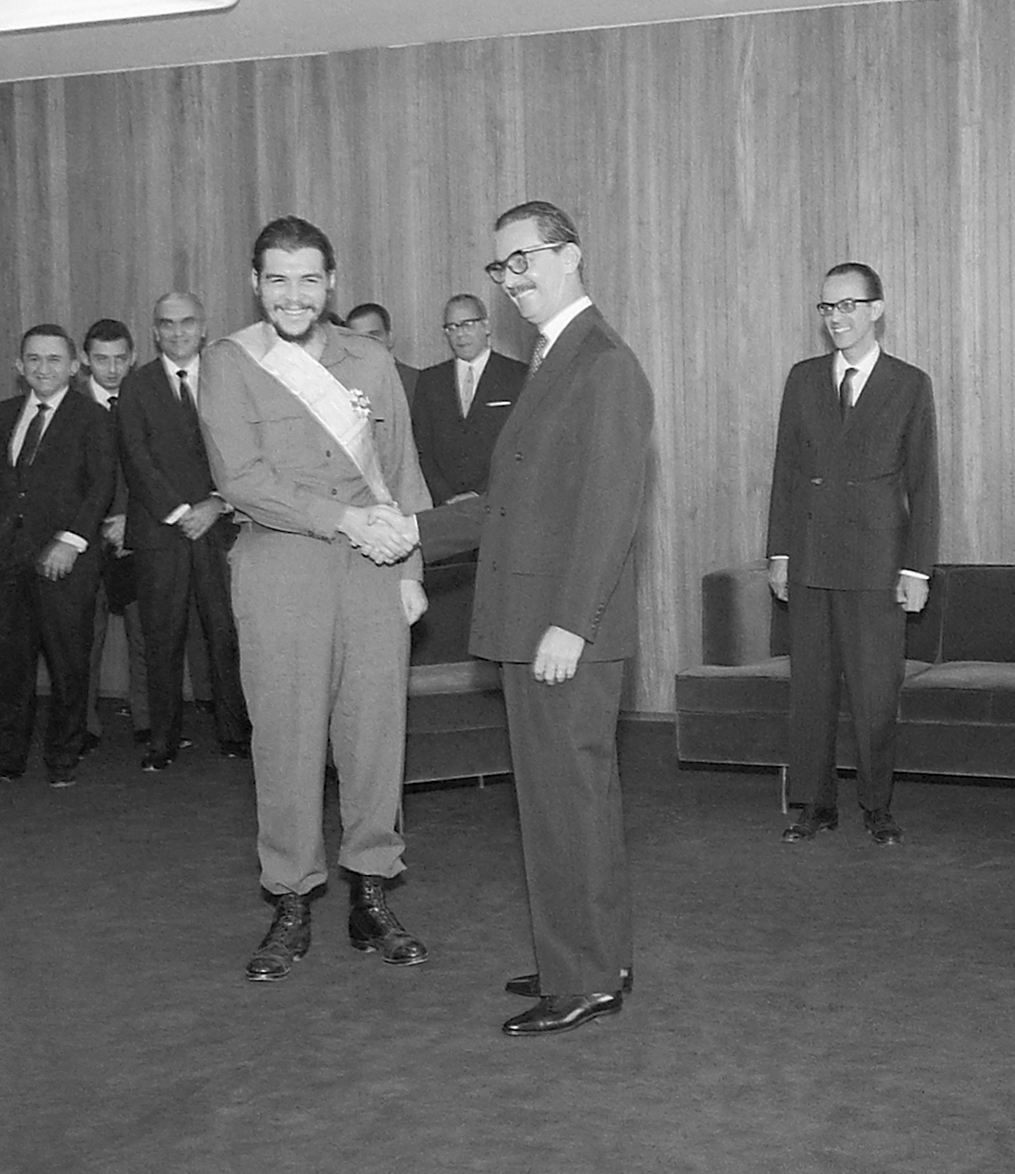
Бразильский президент Жаниу Куадруш награждает Эрнесто Гевару орденом Южного Креста, 1961. Национальный архив Бразилии

Че Гевара полагал, что может рассчитывать на неограниченную экономическую помощь братских стран. Ведя переговоры об оказании поддержки, экономическом и военном сотрудничестве, обсуждая международную политику с китайскими и советскими руководителями, он пришёл к неожиданному выводу и имел мужество высказаться публично в своём знаменитом алжирском выступлении. Это была настоящая обвинительная речь против неинтернационалистической политики социалистических стран. Он упрекал их в навязывании беднейшим странам условий товарообмена, подобных тем, какие диктует империализм на мировом рынке, а также в отказе от безусловной поддержки, военной в том числе, в отказе от борьбы за национальное освобождение, в частности, в Конго и во Вьетнаме. Че прекрасно знал знаменитое уравнение Энгельса: чем менее развита экономика, тем больше роль насилия в становлении новой формации. Если в начале 1950-х он шутливо подписывается под письмами «Сталин II», то после победы революции вынужден доказывать: «На Кубе нет условий для становления сталинской системы». При этом в 1965 году Че назвал Сталина «великим марксистом». Одновременно его экономическим советником с 1964 года был будущий известный деятель «Бархатной революции» Вальтер Комарек.
Позже Че Гевара скажет: «После революции работу делают не революционеры. Её делают технократы и бюрократы. А они — контрреволюционеры».
Близко знавшая Гевару сестра Фиделя и Рауля Кастро Хуанита, впоследствии уехавшая в США, написала о нём в биографической книге «Фидель и Рауль, мои братья. Тайная история»:

«Для него не имели значения ни суд, ни следствие. Он сразу начинал расстреливать, потому что был человеком без сердца».
Сам Гевара никогда этого не стеснялся и даже заявлял с трибуны ООН 11 декабря 1964 года:

Расстрелы? Да! Расстреливали, расстреливаем и будем расстреливать…
Оригинальный текст (исп.)Fusilamientos, sí, hemos fusilado, fusilamos y seguiremos fusilando...

14 марта 1965 года команданте прибывает из длительной зарубежной поездки в Северную Америку и Африку (Египет) в Гавану, и 15 марта последний раз выступает публично — с отчётом о своей поездке перед сотрудниками министерства промышленности.
1 апреля пишет прощальные письма родителям, детям (в частности, он писал: «Ваш отец был человеком, который действовал согласно своим взглядам и, несомненно, жил согласно своим убеждениям… Будьте всегда способными самым глубоким образом почувствовать любую несправедливость, совершаемую где бы то ни было в мире») и Фиделю Кастро (в котором, в том числе, отказывается от кубинского гражданства и всех постов и писал, что «сейчас требуется моя скромная помощь в других странах земного шара»).
Весной 1965 негласно покидает Кубу.

## Последнее письмо Че Гевары родителям
Письмо родителям (в переводе Лаврецкого):

Дорогие старики! 

Я вновь чувствую своими пятками рёбра Росинанта, снова, облачившись в доспехи, я пускаюсь в путь. 

Около десяти лет тому назад я написал Вам другое прощальное письмо. 

Насколько помню, тогда я сожалел, что не являюсь более хорошим солдатом и хорошим врачом; второе уже меня не интересует, солдат же из меня получился не столь уж плохой. 

В основном ничего не изменилось с тех пор, если не считать, что я стал значительно более сознательным, мой марксизм укоренился во мне и очистился. Считаю, что вооружённая борьба — единственный выход для народов, борющихся за своё освобождение, и я последователен в своих взглядах. Многие назовут меня искателем приключений, и это так. Но только я искатель приключений особого рода, из той породы, что рискуют своей шкурой, дабы доказать свою правоту. 

Может быть, я попытаюсь сделать это в последний раз. Я не ищу такого конца, но он возможен, если логически исходить из расчёта возможностей. И если так случится, примите моё последнее объятие. 

Я любил Вас крепко, только не умел выразить свою любовь. Я слишком прямолинеен в своих действиях и думаю, что иногда меня не понимали. К тому же было нелегко меня понять, но на этот раз — верьте мне. Итак, решимость, которую я совершенствовал с увлечением артиста, заставит действовать хилые ноги и уставшие лёгкие. Я добьюсь своего. 

Вспоминайте иногда этого скромного кондотьера XX века. 

Поцелуйте Селию, Роберто, Хуана-Мартина и Пототина, Беатрис, всех.

Крепко обнимает Вас Ваш блудный и неисправимый сын Эрнесто.— 

## Повстанец

### Конго

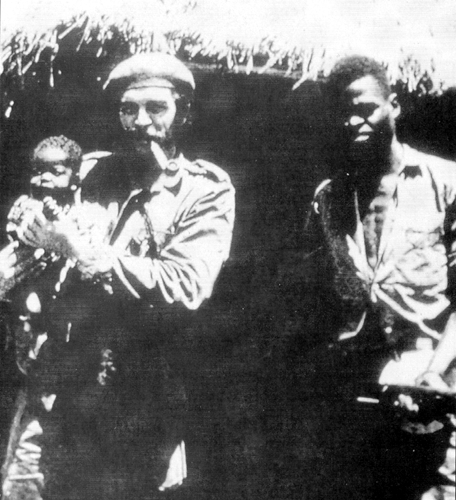
Че Гевара в Конго во время Конголезского кризиса, 1965 год

В апреле 1965 года Гевара прибыл в Демократическую Республику Конго, где в это время продолжалось восстание Симба (его заместителем по военной миссии являлся Виктор Дреке). С Конго у него были связаны большие надежды, он полагал, что огромная территория этой страны, покрытая джунглями, даст прекрасные возможности для организации партизанской войны. В операции участвовали в общей сложности около 150 кубинцев-добровольцев, исключительно чернокожих. Однако с самого начала операцию в Конго преследовали неудачи. Отношения с местными повстанцами во главе с будущим (в 1997—2001 гг.) президентом страны Лораном-Дезире Кабилой были достаточно сложными, и у Гевары не было веры в местное руководство. В первом бою 20 июня силы кубинцев и повстанцев потерпели поражение. В дальнейшем Гевара пришёл к выводу, что выиграть войну с такими союзниками невозможно, но всё же продолжал операцию. Финальный удар по конголезской экспедиции Гевары был нанесён в октябре, когда к власти в Конго пришёл Жозеф Касавубу, выдвинувший инициативы по урегулированию конфликта. После заявлений Касавубу Танзания, служившая тыловой базой для кубинцев, прекратила их поддерживать. Геваре не оставалось ничего, кроме как прекратить операцию. В конце ноября он вернулся в Танзанию и, находясь в кубинском посольстве, подготовил дневник операции в Конго, начинавшийся словами «Это история провала». «Организационная работа не ведётся, кадры среднего уровня ничем не занимаются, не знают, что они должны делать и не внушают никому доверия… Недисциплинированность и недостаток самоотверженности — главные признаки этих борцов. С такими войсками выиграть войну немыслимо… Что мы могли сделать? Все конголезские лидеры ударились в бега, крестьяне относились к нам всё враждебнее. Но осознание того, что мы покидаем район тем же путём, который нас привёл сюда, бросив беззащитных крестьян, было для нас всё же ошеломляющим».

### Планирование новых войн
Слухи о местонахождении Гевары не прекращались в 1965—1967 годах. Представители мозамбикского движения за независимость ФРЕЛИМО сообщали о встрече с Че в Дар-эс-Саламе, во время которой они отказались от предложенной им помощи в их революционном проекте.
После Танзании с февраля по июль 1966 года Че находился в Чехословакии с изменённой внешностью и под именем гражданина Уругвая Рамона Бенитеса (вначале на излечении от малярии и астмы в закрытом санатории Министерства здравоохранения ЧССР в дер. Каменице в 30 км к югу от Праги, затем на конспиративной вилле Службы государственной безопасности ЧССР в близлежащей дер. Ладви).
Весной 1966 года в Гаване состоялась конференция, на которой была основана Организация солидарности народов Азии, Африки и Латинской Америки. Гевара направил конференции послание с эпиграфом «Создать два, три… много Вьетнамов — вот наш лозунг», изложив в нём свои планы по разжиганию в Азии, Африке и Латинской Америке с помощью «интернациональных пролетарских армий» многочисленных длительных кровавых конфликтов, подобных войне во Вьетнаме. Возможные жертвы Гевару не беспокоили: 

Каким близким и сияющим стало бы будущее, если бы на планете возникло два, три, много Вьетнамов — пусть с их квотами смертей и безмерными трагедиями…

…основной урок Кубинской революции и её главного лидера, урок, вытекающий из положения, которое они занимают в этой части планеты: «Что значит опасность, угрожающая одному человеку или даже целому народу, что значат их жертвы, когда на кону судьба человечества?»— 
По словам Фиделя Кастро, он не хотел возвращаться на Кубу, однако Кастро уговорил Че тайно вернуться на Кубу, чтобы начать подготовку к созданию революционного очага в Латинской Америке. Он покинул ЧССР 19 июля 1966 года через Вену, Цюрих и Москву в компании своего кубинского соратника Фернандеса «Пачо» де Ока, выдававшего себя за аргентинского бизнесмена.

### Боливия
В ноябре 1966 года началась его партизанская борьба в Боливии. По приказу Фиделя Кастро боливийскими коммунистами весной 1966 года специально была куплена земля для создания баз, где под руководством Гевары проходили подготовку партизаны. В окружение Гевары в качестве агента входила Хайд Тамара Бунке Бидер (известная также по прозвищу «Таня»). 23 марта 1967 года партизанский отряд под его командованием начал военные действия. Президент Боливии Рене Баррьентос, напуганный известиями о партизанах в своей стране, обратился за помощью к ЦРУ. Против Гевары было решено задействовать специально обученные для антипартизанских действий силы ЦРУ. 15 сентября 1967 года правительство Боливии стало разбрасывать над селами провинции Вальегранде листовки о премии за голову Че Гевары в 4200 долларов.

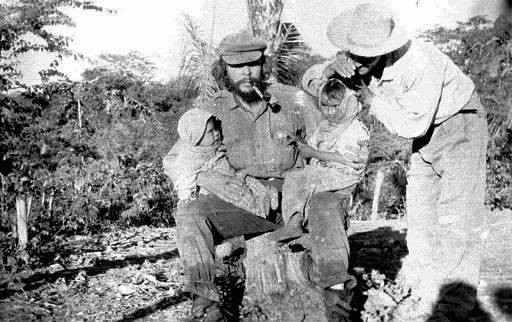
Че Гевара в Боливии, 1967 год

Всё время пребывания в Боливии (11 месяцев) Че практически ежедневно вёл дневник, в котором главным образом уделял внимание недостаткам, ошибкам, просчётам и слабостям партизан. Партизанский отряд Гевары насчитывал около 50 человек (из них 17 кубинцев, 14 из которых погибли в Боливии, боливийцы, перуанцы, чилийцы, аргентинцы) и действовал как Армия национального освобождения Боливии (исп. Ejército de Liberación Nacional de Bolivia). Он был хорошо оснащён и провёл несколько успешных операций против регулярных войск в сложной гористой местности региона Камири. Однако в августе-сентябре боливийская армия смогла ликвидировать две группы партизан, убив одного из лидеров, «Хоакина». Несмотря на жестокую природу конфликта, Гевара оказывал медицинскую помощь всем раненым боливийским солдатам, которые попадали в плен к партизанам, а позже освобождал их. Во время своего последнего боя в Кебрада-дель-Юро Гевара был ранен, в его винтовку попала пуля, которая вывела оружие из строя, и он расстрелял все патроны из пистолета. Когда его, безоружного и раненого, захватили в плен и привели под конвоем к школе, которая служила правительственным войскам в качестве временной тюрьмы для партизан, он увидел там несколько раненых боливийских солдат. Гевара предложил оказать им медицинскую помощь, на что получил отказ от боливийского офицера. Сам Че получил только таблетку аспирина.

## Плен и смерть
«Не было человека, которого ЦРУ боялось бы больше, чем Че Гевару, потому что он имел возможности и харизму, необходимые, чтобы направить борьбу против политических репрессий традиционных иерархий во власти в странах Латинской Америки»
 — Филип Эйджи, агент ЦРУ, бежавший на Кубу.
«Че Гевару подвела компартия Боливии. Руководство компартии отказалось поддержать партизан. По совету Москвы. Не прибыли обещанные рекруты и от леворадикальных боливийских шахтёров. Их лидер не смог собрать шахтёров, так как дело происходило в карнавал и 2/3 населения шахтёрских поселков лежали пьяными. В этом всепьяном царстве трудно было отыскать своих шахтёров, в перспективе партизан. В довершение всех бед, партизанский авангард, презрев строгий приказ Че, ввязался в стычку с правительственными солдатами, и партизаны обнаружили себя слишком рано. Когда у них не были стянуты воедино силы. Ещё одна случайность: как раз к лету 1967 года состоялся первый выпуск боливийских рейнджеров-воспитанников американских офицеров „зелёных беретов“, прошедших школу контрпартизанских действий во Вьетнаме. Около 800 рейнджеров прибыли в район боливийского местечка Фигуэра, близ которого были обнаружены герильерос».

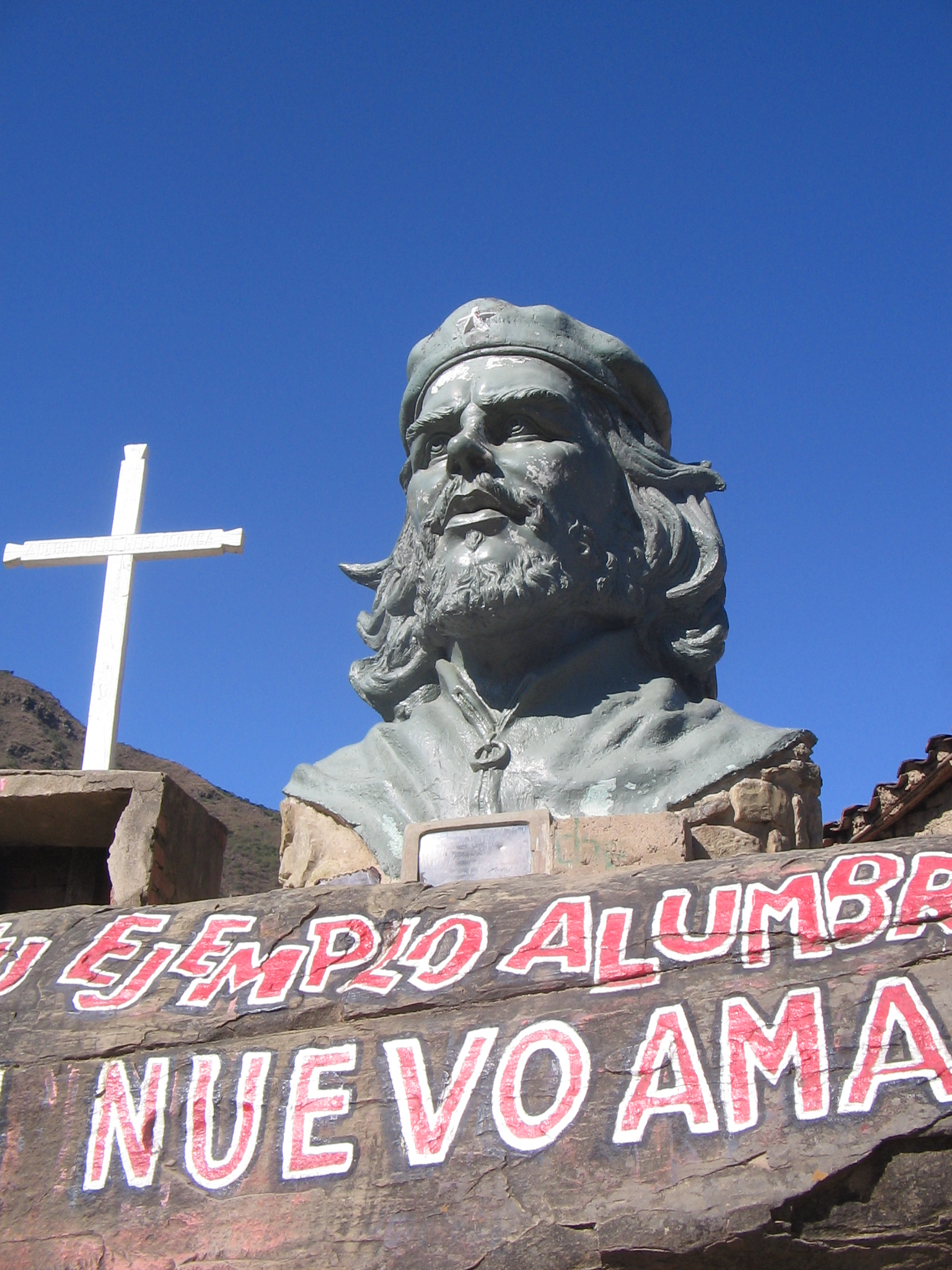
Монумент Че Гевары в Ла-Игера

Основная угроза, исходившая от Че, заключалась в том, что Че Гевара стал «универсальным солдатом» революции: революционер, не связанный догмой, территорией, необходимостью объективных условий революции, классовым подходом и принципами коммунистической революции, — всё это делало безграничными возможности экспорта революций.

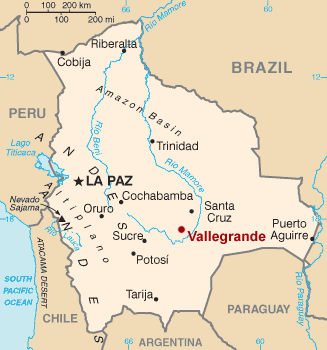
Расположение провинции Вальегранде в Боливии

Феликс Родригес, кубинский беженец, ставший агентом подразделения по спецоперациям ЦРУ, был советником боливийских войск во время охоты на Че Гевару в Боливии. Кроме того, в документальном фильме 2007 года «Враг моего врага», режиссёром которого был Кевин Макдональд, говорится о том, что нацистский преступник Клаус Барбье, известный как «Лионский мясник», был советником и, возможно, помогал ЦРУ готовить захват Че Гевары.
7 октября 1967 года информатор Сиро Бустос выдал боливийским специальным войскам место расположения партизанского отряда Че Гевары в ущелье Кебрада-дель-Юро (сам он, впрочем, это отрицает).
8 октября 1967 года одна из местных женщин сообщила армии, что слышала голоса на каскадах реки в ущелье Кебрада-дель-Юро, ближе к тому месту, где она сливается с рекой Сан-Антонио. Неизвестно, была ли это та же женщина, которой отряд Че заплатил ранее 50 песо за молчание (Rojo, 218). Утром несколько групп боливийских рейнджеров разбились вдоль ущелья, в котором женщина слышала отряд Че, и заняли выгодные позиции (Harris, 126).
В полдень подразделение капитана (впоследствии генерала) Гари Прадо Сальмона, только что закончившее подготовку под руководством советников из ЦРУ, встретило огнём отряд Че, убив двоих солдат и многих ранив (Harris, 127). В 13:30 они окружили остатки отряда 650 солдатами и захватили раненого Че Гевару в момент, когда его пытался унести на себе один из боливийских партизан Симеон Куба Сарабиа «Вилли». Биограф Че Гевары Джон Ли Андерсон писал о моменте ареста Че со слов боливийского сержанта Бернардино Хуанка: дважды раненый Че, чьё оружие было разбито, якобы крикнул: «Не стреляйте! Я Че Гевара, и я живой стою дороже, чем мёртвый».
Че Гевара и его люди были связаны и вечером 8 октября отконвоированы в полуразрушенную глинобитную хижину, служившую школой в ближайшей деревне Ла-Игера. Следующие полдня Че отказывался отвечать на вопросы боливийских офицеров и разговаривал лишь с боливийскими солдатами. Один из этих солдат, пилот вертолёта Хайме Нино де Гусман, писал, что Че Гевара выглядел ужасно. Со слов Гусмана, у Че было сквозное ранение в правой голени, его волосы были в грязи, одежда была разорвана, ноги были одеты в грубые кожаные чехлы-носки. Несмотря на свой утомлённый вид, вспоминает Гусман, «Че держал голову высоко, смотрел всем прямо в глаза и просил только курить». Гусман говорит, что арестованный «ему понравился», и он дал ему маленький мешок с табаком для его трубки. Позже, тем же вечером 8 октября, несмотря на связанные руки, Че Гевара ударил боливийского офицера Эспиносу об стену, после того как тот, войдя в школу, пытался вырвать изо рта у курящего Че трубку как сувенир для себя. В другом случае неповиновения Че Гевара плюнул в лицо боливийскому контр-адмиралу Угартече, пытавшемуся задавать ему вопросы за несколько часов до убийства. Ночь с 8 на 9 октября Че Гевара провёл на полу той же самой школы, рядом с ним лежали тела двух его убитых товарищей.
Утром следующего дня, 9 октября, Че Гевара попросил разрешить ему увидеться со школьной учительницей деревни, 19-летней[уточнить] Хулией Кортес. Кортес позже говорила, что нашла Че «миловидным мужчиной с мягким ироничным взглядом» и что во время их разговора она поняла, что «не может смотреть ему в глаза», потому что его «пристальный взгляд был невыносимым, пронзительным и таким спокойным». Во время разговора Че Гевара сказал Кортес, что школа в плохом состоянии и антипедагогично обучать бедных школьников в таких условиях, пока государственные чиновники ездят на «Мерседесах», и заявил: «Вот именно поэтому мы воюем против этого».
В тот же день в 12:30 по радио пришло распоряжение высшего командования из Ла-Паса. В послании говорилось: «Приступить к уничтожению сеньора Гевара». Приказ, подписанный президентом военного правительства Боливии Рене Баррьентесом Ортуньо, был передан в зашифрованном виде агенту ЦРУ Феликсу Родригесу. Тот вошёл в комнату и сказал Че Геваре: «Команданте, мне жаль». Приказ об убийстве был передан, несмотря на желание правительства США переправить Че Гевару в Панаму для дальнейших допросов. Палачом вызвался быть Марио Теран, 26-летний сержант боливийской армии, персонально пожелавший убить Че Гевару в отместку за своих трёх друзей, убитых в более ранних боях с отрядом Че Гевары. Чтобы раны соответствовали истории, которую боливийское правительство планировало представить публике, Феликс Родригес приказал Терану целиться аккуратно: так, чтобы казалось, что Гевара был убит в бою. Гари Прадо (Gary Prado), боливийский генерал, командовавший войсками, захватившими Че Гевару, сказал, что причиной убийства команданте был большой риск его побега из тюрьмы, и что убийство отменяло суд, который бы привлек внимание всего мира к Че Геваре и Кубе. Кроме этого, на суде могли всплыть негативные для боливийской власти моменты сотрудничества президента Боливии с ЦРУ и нацистскими преступниками.
За 30 минут до убийства Феликс Родригес пытался узнать у Че, где находятся другие разыскиваемые повстанцы, но тот отказался отвечать. Родригес с помощью других солдат поставил Че на ноги и вывел его из школы для показа солдатам и фотосъёмки с ним. Один из солдат снял Че Гевару в окружении солдат боливийской армии. После этого Родригес завёл Че обратно в школу и сказал ему тихо, что он будет убит. Че Гевара в ответ спросил Родригеса, кто он — американец мексиканского или пуэрто-риканского происхождения, дав понять тому, что знает, почему тот не говорит на боливийском испанском. Родригес ответил, что он родился на Кубе, но эмигрировал в США и на данный момент является агентом ЦРУ. Че Гевара в ответ лишь усмехнулся и отказался дальше разговаривать с ним.

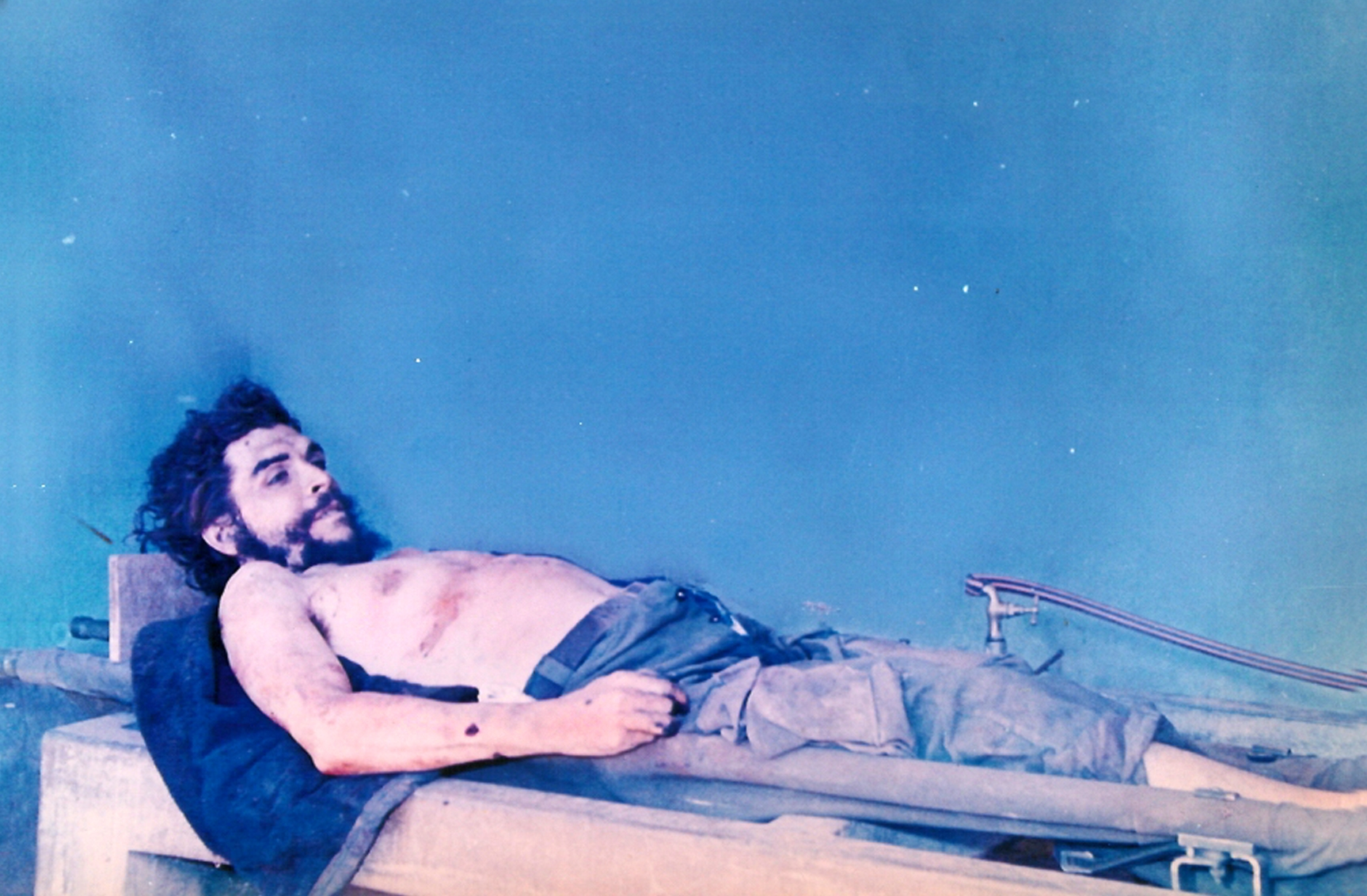
Труп Че Гевары, выставленный на всеобщее обозрение в Вальегранде, Боливия. Снимок сделан тайным агентом ЦРУ

Немного позже, за несколько минут до убийства, один из охранявших Че солдат спросил его, думает ли он о своём бессмертии. «Нет, — ответил Че, — я думаю о бессмертии революции». После этого разговора в хижину вошёл сержант Теран и тут же приказал выйти всем другим солдатам. Один на один с Тераном, Че Гевара сказал палачу: «Я знаю: ты пришёл убить меня. Стреляй. Сделай это. Стреляй в меня, трус! Ты убьёшь только человека!». Во время слов Че Теран замешкался, потом начал стрелять из своей полуавтоматической винтовки M1, попав Че в руки и ноги. На несколько секунд Гевара скорчился от боли на земле, прикусив руку, чтобы не закричать. Теран выстрелил ещё несколько раз, смертельно ранив Че в грудь. Со слов Родригеса, смерть Че Гевары наступила в 13 часов 10 минут местного времени. Всего Теран выпустил в Че девять пуль: пять в ноги, по одной в правое плечо, руку и грудь, последняя пуля попала в горло.
За месяц до гибели Че Гевара написал сам себе эпитафию, в которой были слова: «Даже если смерть придёт неожиданно, пусть она будет желанной, такой, чтобы наш боевой крик мог достичь умеющее слышать ухо, и другая рука протянулась бы, чтобы взять наше оружие».
Тело застреленного Че было привязано к полозьям вертолёта и доставлено в соседний посёлок Вальегранде, где его выставили напоказ прессе и местным жителям. После того как военный хирург ампутировал и поместил в сосуд с формалином кисти рук Че (с целью подтверждения идентификации отпечатков пальцев убитого), офицеры боливийской армии вывезли тело в неизвестном направлении и отказались сообщить, где оно было захоронено.
15 октября Фидель Кастро сообщил общественности о смерти Гевары. Смерть Гевары была признана тяжёлым ударом для социалистического революционного движения в Латинской Америке и во всём мире. Местные жители начали считать Гевару святым и обращались к нему в молитвах San Ernesto de La Higuera, прося о милостях.

## 1995—1997 годы. Поиски братской могилы
1 июля 1995 года в интервью биографу Че Джону Ли Андерсону боливийский генерал Марио Варгас рассказал что «он участвовал в захоронении Че и что тело команданте и его друзей закопали в братской могиле рядом с грунтовой взлётной полосой за горным городком Вальегранде в Центральной Боливии». Статья Андерсона в Нью Йорк Таймс привела к началу двухлетних поисков останков партизан.
В 1997 году из-под взлётно-посадочной полосы около Вальегранде были эксгумированы останки тела с ампутированными руками. Тело было идентифицировано как принадлежащее Геваре и возвращено на Кубу. 16 октября 1997 года останки Гевары и шестерых его товарищей, убитых во время партизанской кампании в Боливии, были перезахоронены с воинскими почестями в специально построенном мавзолее в городе Санта-Клара, где он выиграл решающую для кубинской революции битву.

## Семья
Отец — Эрнесто Гевара Линч (1900, Буэнос-Айрес — 1987, Гавана). 

Мать — Селия де ла Серна и Льоса (1908, Буэнос-Айрес — 1965, Буэнос-Айрес). 

Сестра — Селия (1929 — 19 июля 2023, Буэнос-Айрес), архитектор. 

Брат — Роберто (р. 1932), адвокат. 

Сестра — Анна Мария (р. 1934), архитектор. 

Брат — Хуан Мартин (р. 1943), проектировщик.
Первая жена (1955—1959) — перуанка Ильда Гадеа (1925—1974), экономист и революционерка. В браке родилась дочь Ильда Беатрис Гевара Гадеа (1956, Мехико — 1995, Гавана), её сын, внук Че, Канек Санчес Гевара (1974, Гавана — 2015, Оахака, Мексика), писатель и дизайнер, кубинский диссидент эмигрировал в Мексику в 1996 году.

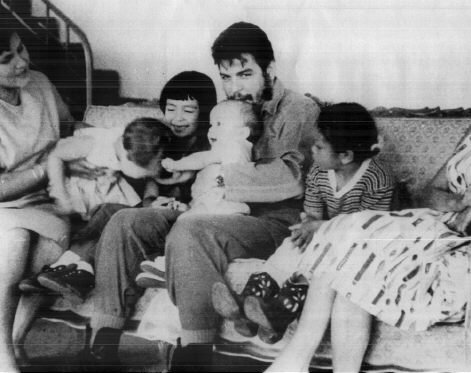
1963

Вторая жена (с 1959) — кубинка Алейда Марч Торрес (р. 1936), боец «Движения 26 июля». В браке родились:
- дочь Алейда Гевара Марч (р. 1960), врач-педиатр и политический активист,
- сын Камило Гевара Марч (1962—2022), юрист, сотрудник министерства рыбной промышленности Кубы,
- дочь Селия Гевара Марч (р. 1963), врач-ветеринар,
- сын Эрнесто Гевара Марч (р. 1965), юрист[66][67].

## Память о Че Геваре

### Памятники
- 4-метровый памятник-статуя в Росарио (установлен в 2008 году). Автор — скульптор Андрес Сернери[68].
- 70-сантиметровый памятник-бюст в Вене (установлен в 2008 году). Автор — художница Герда Фассель[69].
- Мемориальный комплекс Мавзолей Че Гевары в Санта-Кларе.
- Памятник «Че с ребёнком» в Санта-Кларе. Установлен в 1998 году. Автор — Касто Солано Марройо.
- Памятник-бюст в Виннице (установлен в 2008 году).
- Монумент «El Che» и мемориал в Ла-Игера.

### Праздник
8 октября на Кубе отмечают день Героического Партизана, таким образом вспоминая команданте Гевару и все его подвиги.
Че Гевара объявлен символом XIX Всемирного фестиваля молодёжи и студентов.

### Промышленные предприятия, объекты инфраструктуры и техника
Именем Че Гевары названы госпиталь, построенный кубинскими специалистами в Алжире, ферроникелевый комбинат в провинции Ольгин и шоколадная фабрика в Баракоа.
262-метровый лихтеровоз «Эрнесто Че Гевара», построенный в 1989 году в СССР и после спуска на воду 11 ноября 1989 года — зачисленный в состав советского торгового флота.
В 2013 году, году 85-летия со дня рождения Эрнесто Че Гевары, его рукописи были включены в реестр документального наследия программы ЮНЕСКО «Память мира».

### Изображение на банкнотах
- Че традиционно, при всех денежных реформах, изображается на лицевой стороне купюры достоинством три кубинских песо.

## Образ Эрнесто в искусстве

### Портрет работы Фицпатрика

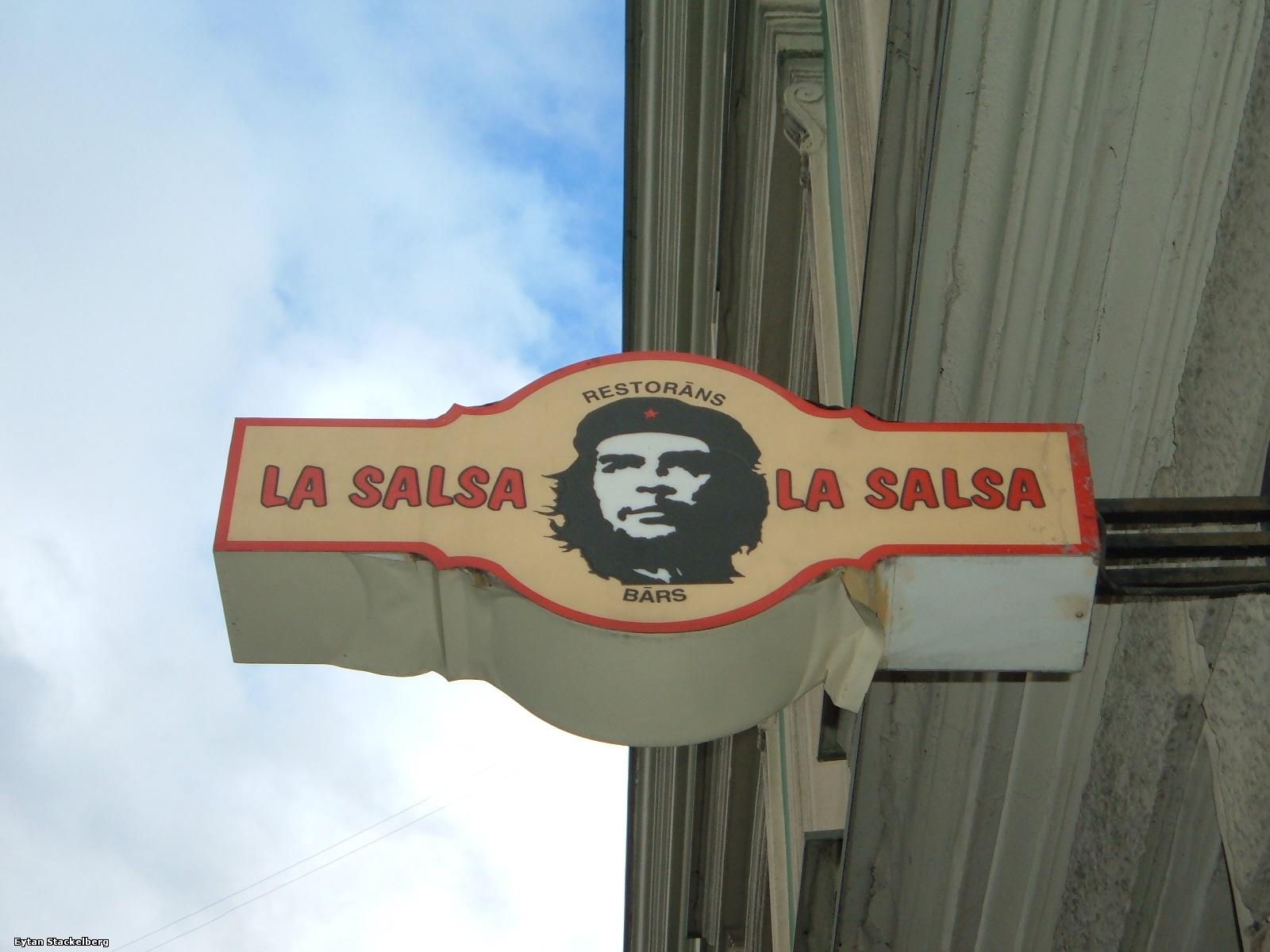
Че Гевара на вывеске ресторана в Риге

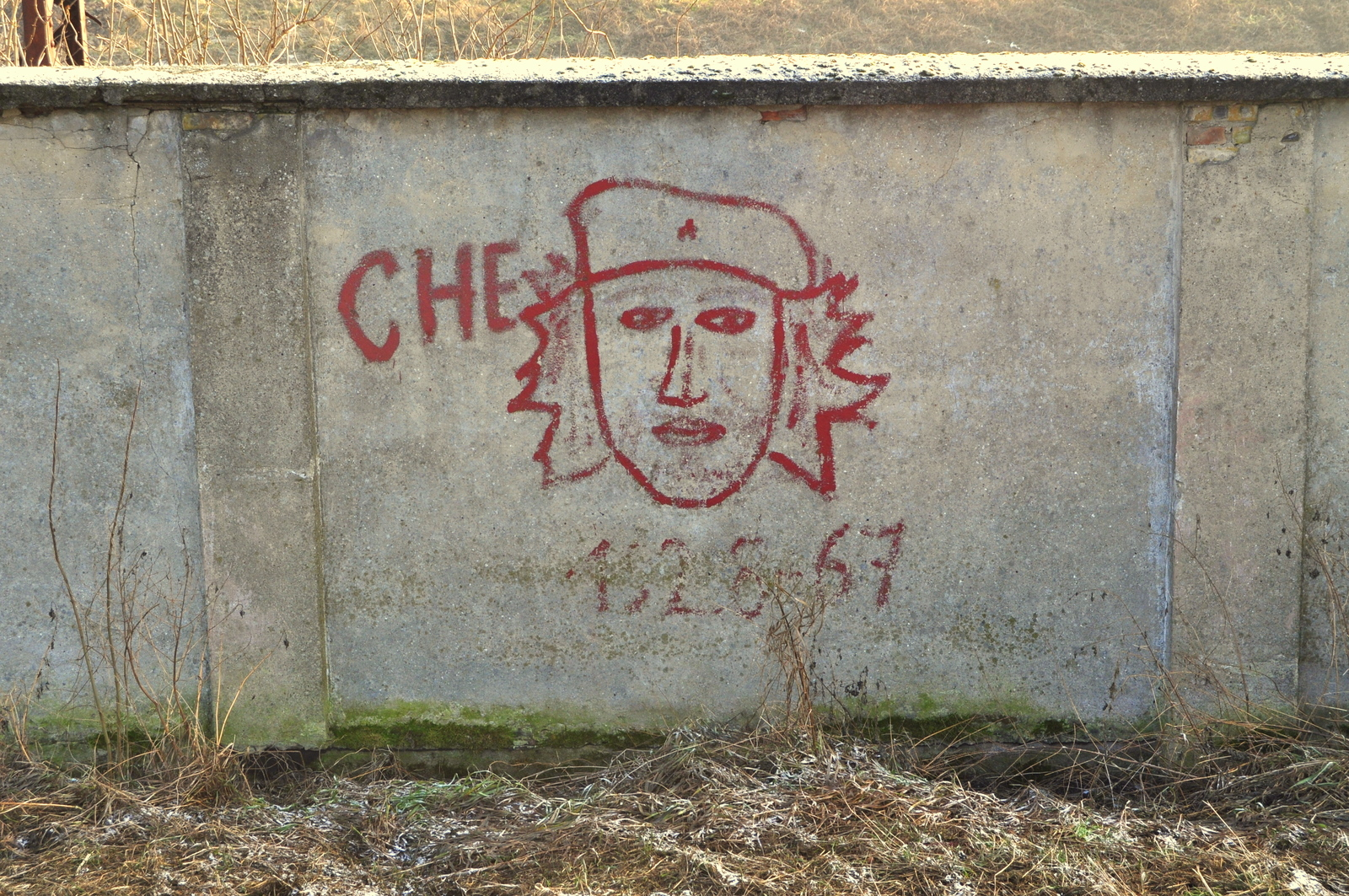
Граффити в Гожуве, Польша

Знаменитый во всём мире двухцветный портрет Че Гевары анфас стал символом романтического революционного движения, но в настоящий момент, по мнению некоторых, он в значительной мере утратил смысловую нагрузку и превратился в китч, который используется в самых далёких от революции контекстах. Он создан ирландским художником Джимом Фицпатриком с фотографии «Героический партизан», сделанной на траурном митинге в Гаване кубинским фотографом Альберто Кордой 5 марта 1960 года в 12 часов 13 минут. На берете Че видна звёздочка Хосе Марти, отличительный признак команданте, полученная от Фиделя Кастро в июле 1957 года вместе с этим званием.
Альберто Корда сделал свою фотографию общественным достоянием, однако подал в суд за использование портрета в рекламе водки.

### Образ Эрнесто в литературе и поэзии
Не наступите,

              ввалившись в бары,

на руки отрубленные Че Гевары!

В коктейлях

            соломинками

                        не пораньте

выколотые глаза команданте! 
Образ Че вдохновлял не только революционные группы, подобные «Чёрным пантерам» и «Фракции Красной Армии» (РАФ), но и целый ряд литераторов. Хулио Кортасар написал рассказ «Воссоединение», в котором от первого лица повествуется о высадке партизан на некоем острове. Хотя все персонажи рассказа носят вымышленные имена, в некоторых из них угадываются реальные деятели кубинской революции, в частности, братья Кастро. В рассказчике, от лица которого ведётся повествование, легко узнаваем Че Гевара. Цитата из дневников команданте вынесена в эпиграф рассказа.
Дух Че Гевары появляется в романе Виктора Пелевина «Generation „П“», где он диктует главному герою текст, озаглавленный «Идентиализм как высшая стадия дуализма» (название явно пародирует заголовок работы Ленина «Империализм как высшая стадия капитализма»). В тексте, в частности, говорится: «Сейчас слова Будды доступны всем, а спасение находит немногих. Это, без сомнения, связано с новой культурной ситуацией, которую древние тексты всех религий называли грядущим „тёмным веком“. Соратники! Этот тёмный век уже наступил. И связано это прежде всего с той ролью, которую в жизни человека стали играть так называемые визуально-психические генераторы, или объекты второго рода». Популярная песня Hasta siempre, Comandante («Прощай навсегда, команданте»), вопреки распространённому мнению, была написана Карлосом Пуэбло до смерти Че Гевары, в 1965 году (сам Карлос Пуэбло дал к песне эпиграф «Первый текст был написан, когда Фидель зачитал письмо Че»). Наиболее известны её версии в исполнении автора, Buena Vista Social Club, Натали Кардон, Джоан Баэз. Эта песня затем многократно перепевалась и модифицировалась. У панк-рок-группы «Электрические партизаны» песня «Боливия» посвящена боливийской кампании Че.
Обстоятельства пребывания Че Гевары в Чехословакии в беллетризированной форме описаны в романе французского писателя Жана-Мишеля Генассия «Удивительная жизнь Эрнесто Че» (2012 г.)
Не обошли вниманием Че Гевару и советские литераторы. К примеру, поэт Дмитрий Павлычко, ныне считающийся классиком украинской литературы, написал цикл стихотворений о Кубинской революции. Одно из них начинается так:
| В тумані С'єрри танк стоїть Немов страшна примара Його гранатою підбив Ернесто Че Гевара! | В тумане Сьерры танк стоит, Словно страшный призрак. Его подбил гранатой Эрнесто Че Гевара. |

Широко известны также поэма Евгения Долматовского «Руки Гевары», «Кубинский цикл» Евгения Евтушенко. Также у группы «Песняры» есть песня «Баллада о Че Геваре».
Че Геваре посвящены следующие строчки советского поэта Ярослава Смелякова:
Он был ответственным лицом отчизны небогатой,
Министр с апостольским лицом и бородой пирата.
Ни в чём ему покоя нет, невесел этот опыт,
Он запер к чёрту кабинет и сам ушёл в окопы.
Спускаясь с партизанских гор, дыша полночным жаром,
В чужой стране погиб майор Эрнесто Че Гевара.
- Песня «Кубинская разлука» (1964) Юза Алешковского:

Эрнесто Че Гевара
Гавану покидал,
поскольку легкой жизни
он сроду не видал.
- Песня «Памяти Че Гевары» исп. И. Кобзон финал «Песня-81»
- Песня «Че Гевара» группы «Uma2rmaH»
- Песня «Comandante» группы «Джанни Родари»
- Песня «Че Гевара» группы «Горшенёв»
- Книга «Че, любовь к тебе сильнее смерти!.. Писатели и поэты разных стран о Че Геваре» (составители Александр Колпакиди и Ирина Яцынина) вышла в московском издательстве «Родина» в 2024 году.

### Фильмы о Че Геваре
- «Че!» (англ. Che!) (1969) — реж. Р. Флейшер, в роли Эрнесто Гевары — Омар Шариф.
- «Красная пыль» (Победа Хосе Ариаса) / Polvo rojo" (1982, Куба)
- Документальный фильм «Расскажите мне о Че» (1988) — реж. П. Ришар, снят на Кубе, в фильм вошли воспоминания людей, близко знавших Че Гевару, а также кадры кинохроники, на которых он был запечатлён. Представлен на Х фестивале Нового латиноамериканского кино.
- «Эвита» (1996). В роли Че — Антонио Бандерас.
- «Куба Либре» (Fidel). Телевизионный фильм режиссёра Дэвида Эттвуда (США, 2002). В роли Эрнесто Гевары — Гаэль Гарсиа Берналь.
- Документальный фильм «Че Гевара, каким вы его никогда не видели» (исп. Che Guevara donde nunca jamás se lo imaginan) (2004) — реж. Мануэль Перес
- Дореволюционному этапу жизни Че Гевары посвящена биографическая картина «Че Гевара: Дневники мотоциклиста» (исп. Diarios de motocicleta) (2004, в роли Эрнесто Гевары — Гаэль Гарсиа Берналь). Во время титров в конце фильма появляется сын Че Гевары, исполняющий песню на акустической гитаре.
- «Че» (исп. Che) (2005) — реж. Джош Эванс[англ.], в роли Эрнесто Гевары — Эдуардо Норьега.
- «Потерянный город» (2005). В роли Эрнесто Гевары — Хесус Гарсия.
- Документальный фильм «Я жив и жажду крови. Che.» (2005, 2 серии) — реж. Александр Черных, идея проекта Константин Эрнст (Первый канал)
- «Че» (исп. Che) (2008) — реж. Стивен Содерберг, в роли Эрнесто Гевары — Бенисио дель Торо (два фильма о революционной борьбе на Кубе и о революционной борьбе в Боливии)
- Документальный фильм «Руки Че Гевары» (англ. The Hands of Che Guevara) (исп. Las manos de Che Guevara) (2006) — реж. Питер де-Кок, о поисках отрубленных после экзекуции рук Эрнесто Гевары.
- Художественный фильм «Довлатов» (2018). Главный герой видит сон, Довлатов идёт по парку в тумане, Че Гевара сидит к зрителям спиной, говорит революционный лозунг.

### Публицистические передачи об Эрнесто Че Геваре
- Н. Н. Платошкин и Е. Ю. Спицын в студии МПГУ. «Че Гевара и его социализм». Длительность 51 минута 43 секунды. Опубликовано: 6 нояб. 2018 г. на канале «МПГУ — мпгу.рф» в YouTube

### В музыкальной культуре
Молодёжный музыкальный рок-фестиваль «Че Гевара фест», ежегодно проводившийся в Москве в 2004—2009 гг Независимой Национальной Творческой Корпорацией и Авангардом Красной Молодёжи.

## Сочинения
- Che Guevara E. Obras. 1957—1967. T. I—II. La Habana: Casa de las Americas, 1970. — (Collección nuestra America)
- Che Guevara E. Escritos y discursos. T. 1-9. La Habana: Editorial de Ciencias Sociales, 1977.
- Che Guevara E. Diario de un combatiente[75].
- Че Гевара Э. Статьи, выступления, письма. М.: Культурная Революция, 2006. ISBN 5-902764-06-8.
- Че Гевара Э. «Эпизоды революционной войны» М.: Военное издательство Министерства обороны СССР, 1974.
- Гевара, Эрнесто. Эпизоды революционной войны / Майданик К. Л.. — М.: АСТ, 2007. — 571 с. — (Азбука революционера). — 3000 экз. — ISBN 5-17-029024-1.
- Че Гевара Э. Дневник мотоциклиста. Перевод с испанского В. В. Симонова. СПб.: RedFish; Амфора, 2005. ISBN 5-483-00121-4.
- Че Гевара Э. Дневник мотоциклиста. Перевод с испанского А. Ведюшкина. Черданцево (Свердловская обл.): ИП «Клепиков М. В.», 2005. ISBN 5-91007-001-0.
- Че Гевара Э. Боливийский дневник  (недоступная ссылка с 14-05-2013 [4474 дня] — история)
- Че Гевара Э. Партизанская война
- Че Гевара Э. Партизанская война как метод
- Че Гевара Э. «Послание народам мира, отправленное на Конференцию трёх континентов»
- Че Гевара Э. Куба и «План Кеннеди»
- Че Гевара Э. Экономические воззрения Эрнесто Че Гевары
- Че Гевара Э. Речь на Второй афро-азиатской экономической конференции
- Че Гевара Э. «Камень (Рассказ)»
- Че Гевара Э. «Письмо Че Гевары — Фиделю Кастро. Гавана, 1 апреля 1965 г.»
- Че Гевара Э. Письмо Армандо Харту Давалосу
- Че Гевара Э. Университетская реформа и революция